# Modernismo en Turín

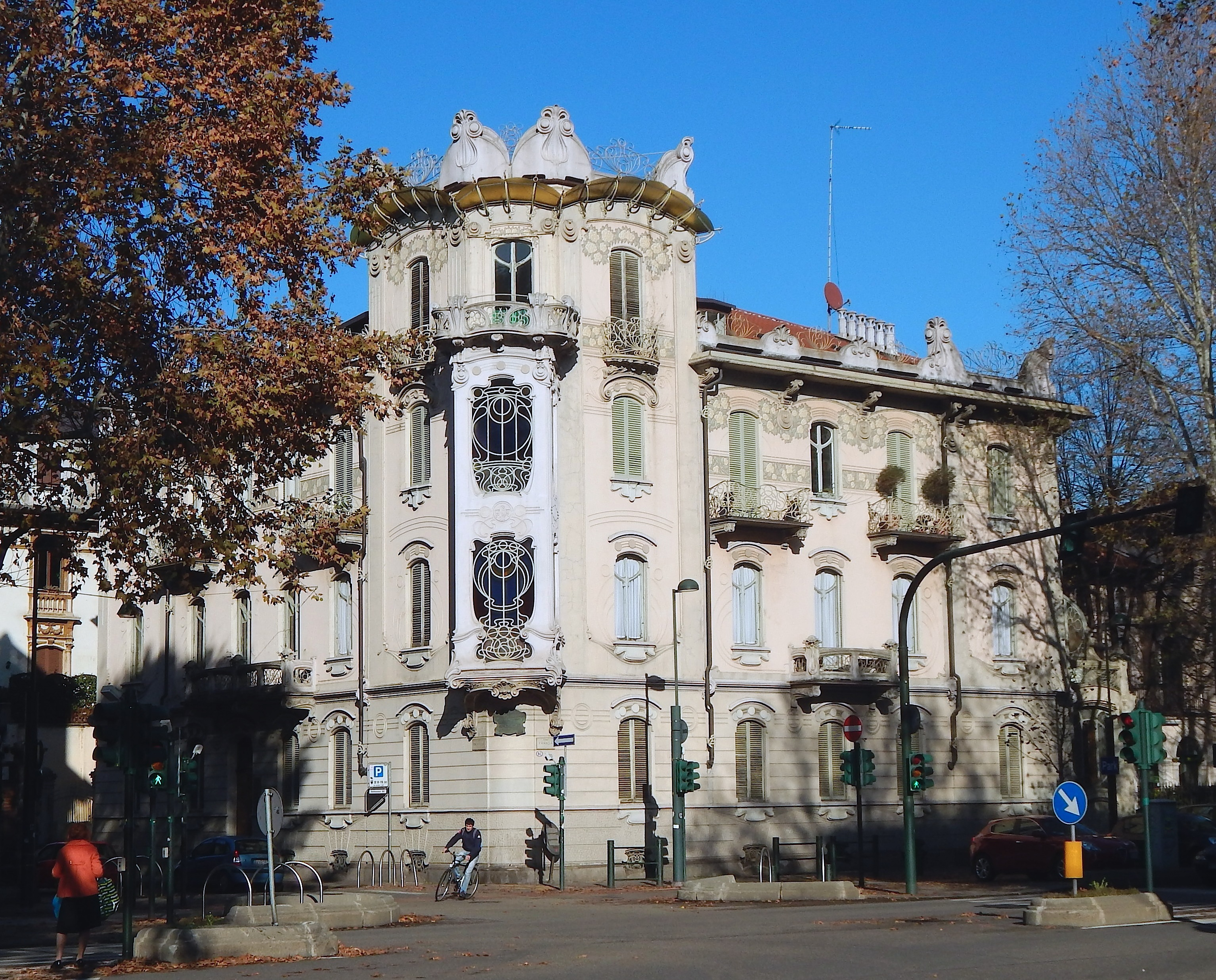
La célebre Casa Fenoglio-Lafleur de Pietro Fenoglio, emblema del modernismo turinés.

Con modernismo en Turín se designa la difusión de este estilo en la capital piamontesa, enmarcada en la corriente artística de la belle époque típica de los últimos años del siglo XIX, que concluyó con una convergencia hacia el eclecticismo en los primeros dos decenios del siglo XX.
El modernismo se difundió por toda Italia y particularmente en la ciudad de Turín, involucrando a varias disciplinas artísticas, como las artes aplicadas y, sobre todo, la arquitectura. En el específico panorama turinés esta última mostró, en sus principales obras, la influencia de la escuela parisina y de la belga, convirtiéndose en uno de los mejores ejemplos italianos de esta corriente, no sin experimentar también inevitables incursiones eclécticas y art déco.
Debido al éxito de esta corriente estilística y la tipología de edificios que se construyeron en las primeras décadas del siglo XX, Turín fue definida como una de las «capitales italianas del modernismo», tanto que todavía en la actualidad se pueden observar abundantes testimonios arquitectónicos de esa época.

## Historia y contexto histórico-artístico
En Europa, el paso del siglo XIX al XX se caracterizó por una intensa renovación de las expresiones artísticas, fuertemente influida por el progreso técnico y por el entusiasmado ensalzamiento positivista de los importantes avances alcanzados por la ciencia. La evolución de la vanguardia artística de finales del siglo XIX afectó primero a las artes aplicadas: este nuevo estilo recibió denominaciones diferentes en cada zona geográfica: en la zona francófona recibió el nombre de art nouveau, en Alemania jugendstil, en Austria sezessionstil, en Gran Bretaña modern style y en España modernismo.

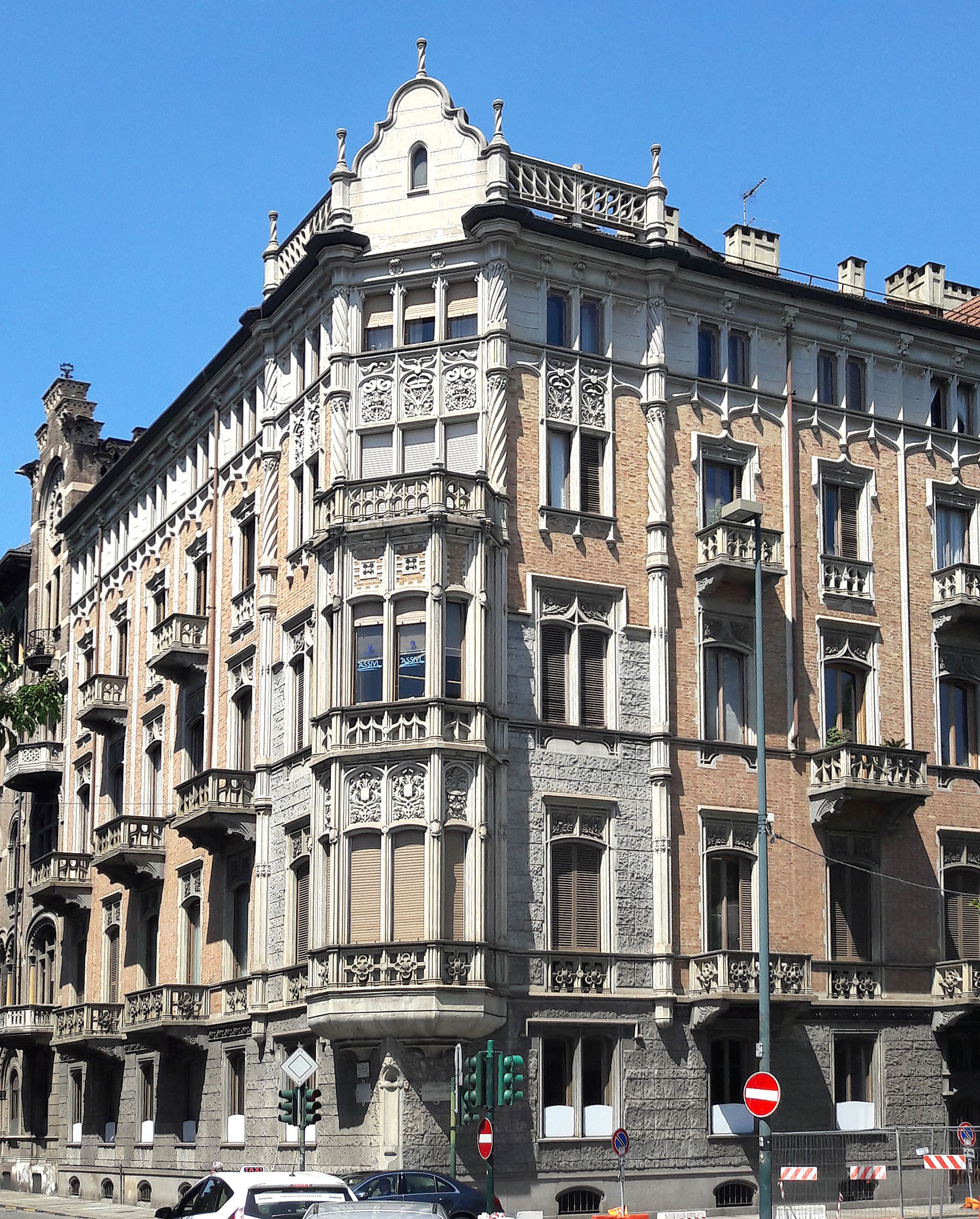
Edificio ecléctico, con influencias modernistas y neogóticas, en el Corso Galileo Ferraris.

En Italia, y particularmente en Turín, la nueva corriente se denominó inicialmente arte nuova, traduciendo el término directamente del francés. En el variado panorama nacional esta nueva corriente, que posteriormente asumió también el nombre de stile floreale, no se consolidó nunca como una verdadera escuela italiana de referencia pero consiguió afirmarse, aunque con un ligero retraso respecto a los principales países europeos, viviendo su máximo esplendor en los primeros años del siglo XX. En su primera década, se puede hablar de estilo Liberty, término que finalmente predominó en Italia y que procedía de los célebres almacenes londinenses de Arthur Lasenby Liberty, uno de los primeros que expuso y difundió objetos y grabados de gusto exótico con las formas sinuosas típicas de este nuevo estilo.
El liberty, por tanto, encontró en la arquitectura su mayor éxito, dejando a la posteridad uno de sus testimonios más duraderos. A principios del siglo XX la alta burguesía, ya afirmada definitivamente como clase hegemónica de la sociedad italiana, encontró en el liberty su elemento distintivo, o la ocasión para mostrar su superioridad y al mismo tiempo subrayar su separación de la vieja clase nobiliaria y de sus residencias neoclásicas y barrocas, todavía muy vinculadas al más conservador estilo ecléctico que había predominado durante el siglo XIX. Sin embargo, su aspecto innovador no fue solo la contraposición al neogótico y al eclecticismo, sino también una mayor consideración de las artes aplicadas como elemento de fuerza, ya que el liberty confió, gracias al creciente desarrollo de la técnica, en una producción a gran escala de un arte que en su emblemática belleza fuera accesible a la mayor parte del tejido social de la época. Pese a esto, también en Turín esta inicial vocación populista del liberty se fue diluyendo, el ideal de un «socialismo de la belleza» evolucionó pronto en un rico triunfo de motivos florales, nervaduras con forma de hilo y atrevidas decoraciones metálicas de clara inspiración fitomorfa, al mismo tiempo que se convirtió en un privilegio de las clases sociales más pudientes. En este contexto Turín, con un cierto adelanto respecto al resto de Italia, fue la ciudad italiana que mejor supo acoger la exuberancia de este nuevo estilo e hizo de él el emblema del status de la emergente burguesía industrial local y extranjera, que instaló en la ciudad numerosos establecimientos nuevos a finales del siglo XIX y principios del XX.
Tras esta corriente estilística, a menudo considerada «frívola» y quizá ingenuamente optimista, prevalecieron el valor añadido de la técnica y de la industria, de la misma manera que la «función» prevaleció sobre la «forma», pero la modernidad pronto desembocó en los horrores de la Primera Guerra Mundial que, no solo simbólicamente, decretó el final de la época del modernismo.

## Turín entre los siglosXIXyXX: elliberty

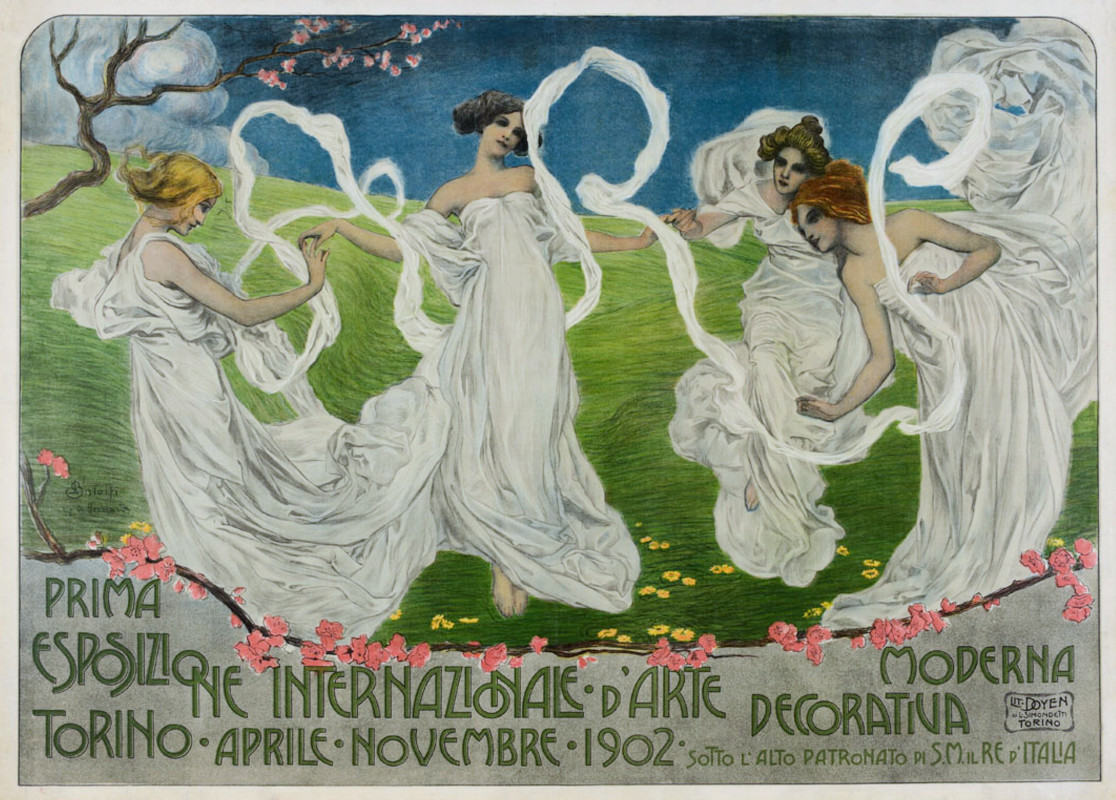
Cartel de la Esposizione Internazionale d'Arte Decorativa Moderna del 1902, realizado por Leonardo Bistolfi.

Turín, pese a tener un panorama arquitectónico caracterizado predominantemente por el estilo barroco de las escuelas guariniana y juvarriana que exhiben los numerosos palacios nobiliarios y residencias sabaudas, en el ventenio a caballo entre los siglos XIX y XX se dejó impregnar por esta nueva corriente estilística. Conocido inicialmente como arte nuova o, según el periodista turinés Emilio Thovez, arte floreale, este nuevo estilo asombró por ser tan «fielmente naturalista y en su esencia profundamente decorativo». Tras las ediciones de la Esposizione Internazionale d'Arte Decorativa Moderna, Turín experimentó una creciente proliferación de este nuevo estilo principalmente en el ámbito arquitectónico, celebrando una especie de «renacimiento de las artes decorativas», valiéndose de las contribuciones de los mejores arquitectos de la época como Raimondo D'Aronco y el turinés Pietro Fenoglio, que se afirmó por su intensa actividad de ingeniero y que hizo del liberty turinés uno de los ejemplos más brillantes y coherentes del variado panorama arquitectónico italiano de la época.
Una contribución significativa al desarrollo de este nuevo estilo procede de la industria que, involucrada en primer plano en el proceso de renovación de la capital piamontesa, desempeñó el papel de cliente privilegiado pero también de interlocutor capaz de ofrecer la técnica y un sólido apoyo en beneficio de los trabajadores necesarios para la plena afirmación de esta nueva corriente. Decisiva, por citar un ejemplo, fue la labor de la Impresa Porcheddu, con sede en Turín, que desde 1895 fue la primera constructora que importó y utilizó en exclusiva para Italia el innovador Systéme Hennebique, la primera patente para la construcción de «estructuras y suelos ignífugos» en hormigón armado, presentada por el ingeniero francés François Hennebique.

### Las exposiciones universales y  la llegada de 1902
En este animado clima cultural, la ciudad presenció en 1887 la edición turinesa de la Exposición Universal, que provocó también, en la estela del romanticismo tardío, la realización del Borgo Medievale, siguiendo los impulsos del contemporáneo estilo neogótico.

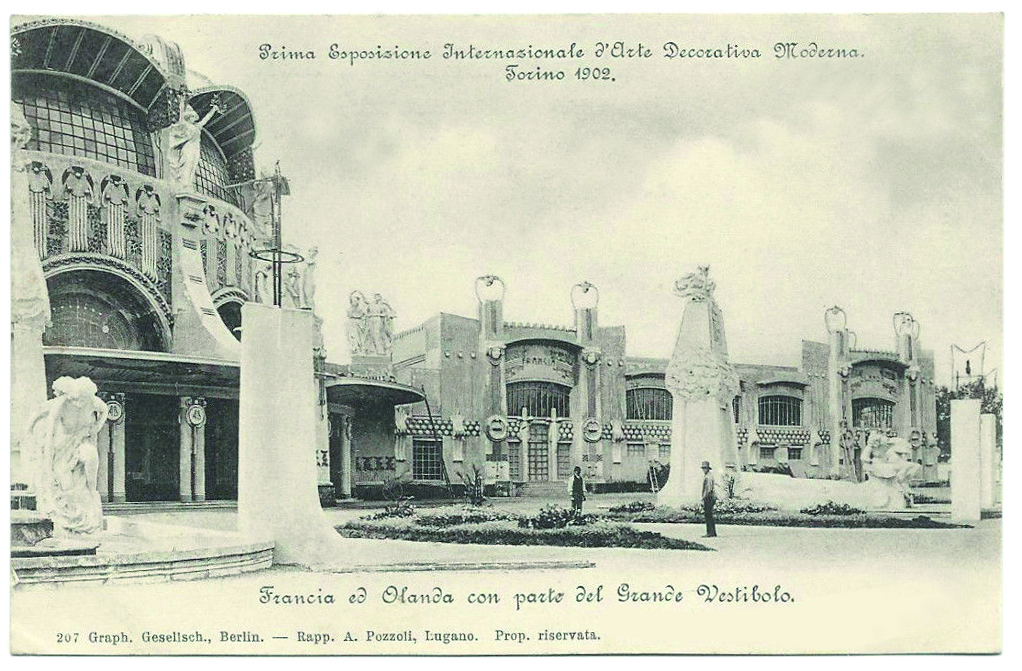
Una postal de la exposición internacional de arte decorativo moderno de 1902 en la que se ven parte del Gran Vestíbulo (a la izquierda) y los pabellones de Francia y Holanda.

En un primer momento, estos eventos recogieron un tibio entusiasmo, sin embargo, las ediciones posteriores tuvieron un creciente éxito produciendo la gradual afirmación del liberty. El evento más ambicioso, que dio un decisivo impulso a su difusión, fue la Esposizione Internazionale d'Arte Decorativa Moderna que acogió, en sus numerosos pabellones de este estilo, a relevantes invitados extranjeros como Peter Behrens, Hendrik Petrus Berlage, Victor Horta, René Lalique, Charles Rennie Mackintosh y Henry van de Velde, además de favorecer un clima que contribuyó a la construcción de numerosos edificios públicos y privados, decretando así la consagración definitiva del modernismo como nuevo estilo artístico dominante.
Otra contribución vino de parte del sector editorial, que en Turín contaba con la presencia de importantes empresas como la Camilla & Bertolero, la Crudo & Lattuada, la Editrice Libraria F.lli Fiandesio & C. y la más longeva de todas, la Roux e Viarengo, todas ellas activas desde finales del siglo XIX.
La primera publicaba desde 1889 periódico L'architettura pratica, revista especializada fundada por el arquitecto Andrea Donghi y posteriormente dirigida por su colega Giuseppe Momo. También fue editada por la Camilla & Bertolero la revista L'Arte Decorativa Moderna, fundada en 1902 en Turín por iniciativa del pintor turinés Enrico Reycend, valiéndose de la contribución de ilustres colegas como Davide Calandra, Leonardo Bistolfi, Giorgio Ceragioli y el escritor Enrico Thovez. Otras publicaciones periódicas dignas de mención fueron Emporium, Architettura Italiana y La Casa Bella, dirigida posteriormente por Gio Ponti y que existe todavía en la actualidad como Casabella.

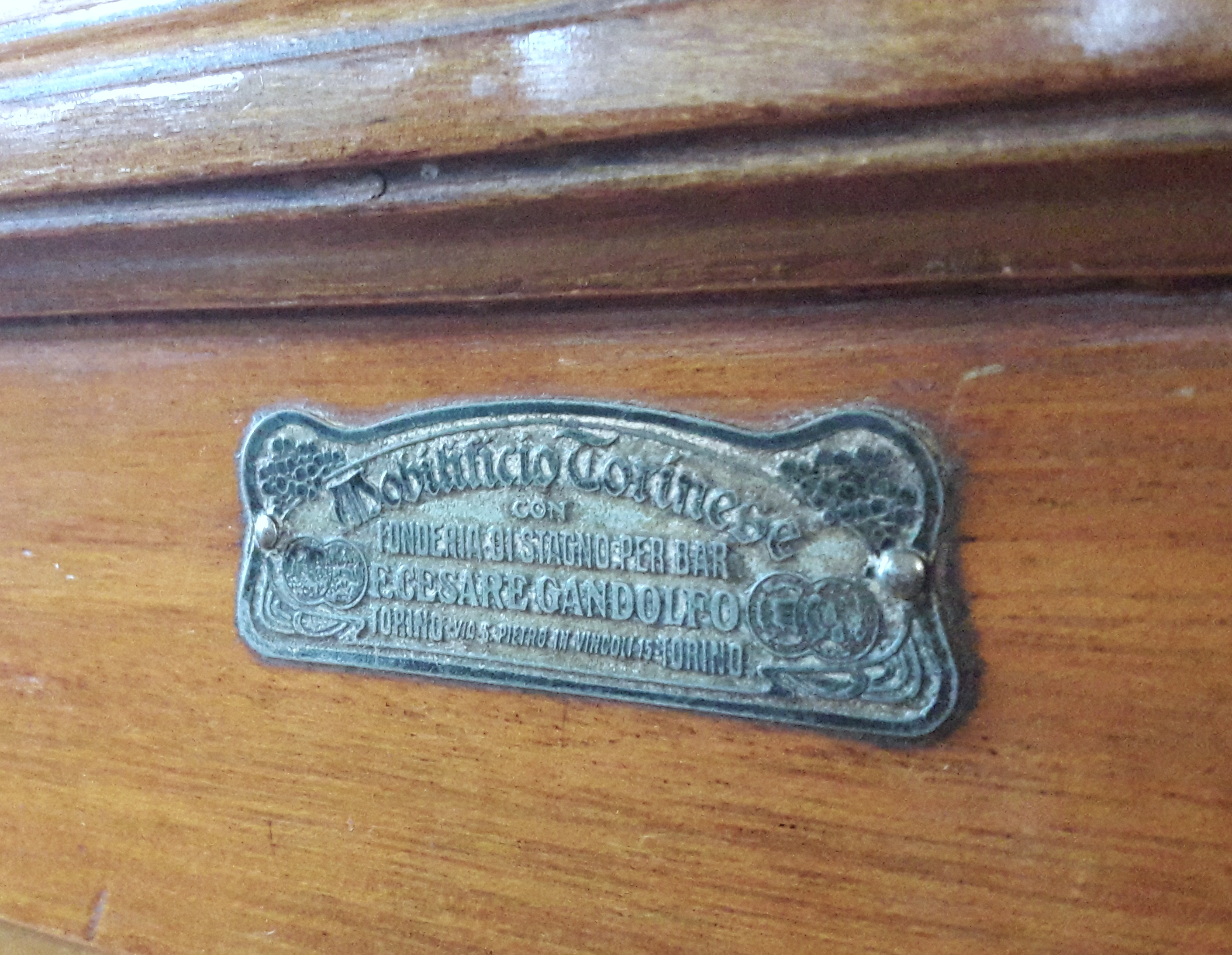
Una placa metálica original del Mobilificio Torinese F. Cesare Gandolfo.

También el sector del mobiliario fue partícipe activo del floreciente periodo liberty, campo óptimo para las artes aplicadas; aunque aún no constituía una realidad industrial, podía contar con mano de obra competente y representaba una realidad artesanal muy apreciada. Algunos exponentes dignos de recordar son la Vetreria Albano&Macario, que entre sus numerosas obras realizó la Terrazza Solferino, y el Mobilificio Torinese F. Cesare Gandolfo, que produjo muchos muebles para cafeterías, restaurantes y hoteles, entre ellos el Albergo Rocciamelone de Usseglio, para el que realizó el mobiliario completo.
Turín vivió intensamente la época del liberty que, pese a ser relativamente breve, se convirtió en un importante punto de referencia para toda Italia, capaz de atraer contribuciones de personajes de relevancia internacional como el arquitecto friulano Raimondo D'Aronco que, tras sus recientes trabajos en Estambul, proyectó el Gran Vestíbulo para la exposición turinesa de 1902. Como consecuencia del éxito de la exposición, Turín continuó siendo un terreno fértil para abundantes experimentaciones, aunque muy coherentes e sobrias, llevadas a cabo por parte de un grueso grupo de arquitectos e ingenieros como Eugenio Ballatore di Rosana, Giovanni Battista Benazzo, Pietro Betta, Eugenio Bonelli, Paolo Burzio, Carlo Ceppi, Camillo Dolza, Andrea Donghi, Michele Frapolli, Giuseppe Gallo, Giuseppe Gatti, Giovanni Gribodo, Quinto Grupallo, Gottardo Gussoni, Giuseppe Hendel, Giacomo Mattè-Trucco, Eugenio Mollino, Giuseppe Momo, Ludovico Peracchio, Alfredo Premoli, Giovanni Reycend, Annibale Rigotti, Paolo Saccarelli, Annibale Tioli, Giovanni Tirone, Giovanni Vacchetta, Antonio Vandone di Cortemilia, Giuseppe Velati Bellini y Genesio Vivarelli; sin embargo, el personaje más prolífico y protagonista indiscutible del modernismo turinés fue, sin duda, Pietro Fenoglio.

### La obra de Fenoglio
El mayor protagonista del modernismo turinés fue sin duda Pietro Fenoglio, cuya prolífica actividad otorgó a Turín algunos de los mejores ejemplos italianos de este nuevo estilo. Él se dedicó durante unos trece años a la realización de más de trescientos proyectos entre villas y palacios, algunos de los cuales concentrados en la zona del Corso Francia y las calles adyacentes, además de numerosos edificios industriales encargados por la nueva clase dirigente turinesa. Sin embargo, su contribución no fue solo la de un reputado profesional, ya que fue llamado también a intervenir a nivel político, ostentando los cargos de consejero municipal y consultor para el estudio del nuevo plano regulador completado en 1908.
Fenoglio fue además uno de los organizadores de las ediciones de la exposición internacional de 1902 y de 1911 pero también fue activo en el ámbito editorial figurando entre los fundadores y colaboradores más importantes de la revista L'architettura italiana moderna. Al mismo tiempo de su intensa actividad arquitectónica entró a formar parte de la emergente burguesía industrial y financiera turinesa, intensificando su influencia en el sector inmobiliario. Fenoglio ostentó el cargo de vicepresidente de la conocida Impresa Porcheddu y de la Società Anonima Cementi del Monferrato, y fue socio de la Accomandita Ceirano & C. y administrador delegado de la naciente Banca Commerciale Italiana.
La obra de Fenoglio se caracteriza por el sabio uso de las tonalidades pastel, por las decoraciones de las paredes que alternan sujetos vegetales con elementos geométricos circulares y por el amplio uso de cornisas en litocemento junto a la elegancia decorativa, a veces atrevida, del hierro y del vidrio, que eligió como materiales privilegiados. Entre sus obras más conocidas se pueden citar el Villino Raby (1901), la célebre Villa Scott (1902), que muestra una rica colección de logias, torretas, vidrieras, boínder, y, sobre todo, su obra más conocida, la Casa Fenoglio-Lafleur (1902), considerada «el mejor ejemplo del modernismo en Italia».
Otros edificios dignos de mención que reproducen elementos decorativos procedentes del éxito de la Casa Fenoglio-Lafleur son la Casa Rossi-Galateri (1903) de la Via Passalacqua y la Casa Girardi (1904) de la Via Cibrario. La obra de Fenoglio resultó relativamente breve pero abundante y se pueden citar numerosos edificios análogos, otras «casas de alquiler» de uso residencial: Casa Rey (1904), Casa Boffa-Costa (1904), Casa Macciotta (1904), Casa Balbis (1905), Casa Ina (1906), Casa Guelpa (1907), hasta extenderse fuera del Piamonte, con la realización de la villa de Magno Magni en Canzo, Provincia de Como.
La actividad de Fenoglio tuvo como cliente también el naciente mundo de la industria, que encontraba en Turín un lugar favorable para establecer la sede de nuevas instalaciones. Entre los más conocidos se pueden citar la Conceria Fiorio (1900), el Stabilimento Boero (1905), las Fonderie Ballada (1906), la fábrica de automóviles de las Officine Diatto (1907), el gran edificio de la primera fábrica de cervezas italiana, Bosio & Caratsch, con la villa patronal adjunta (1907), y, obviamente, el Villaggio Leumann.

La obra de Fenoglio
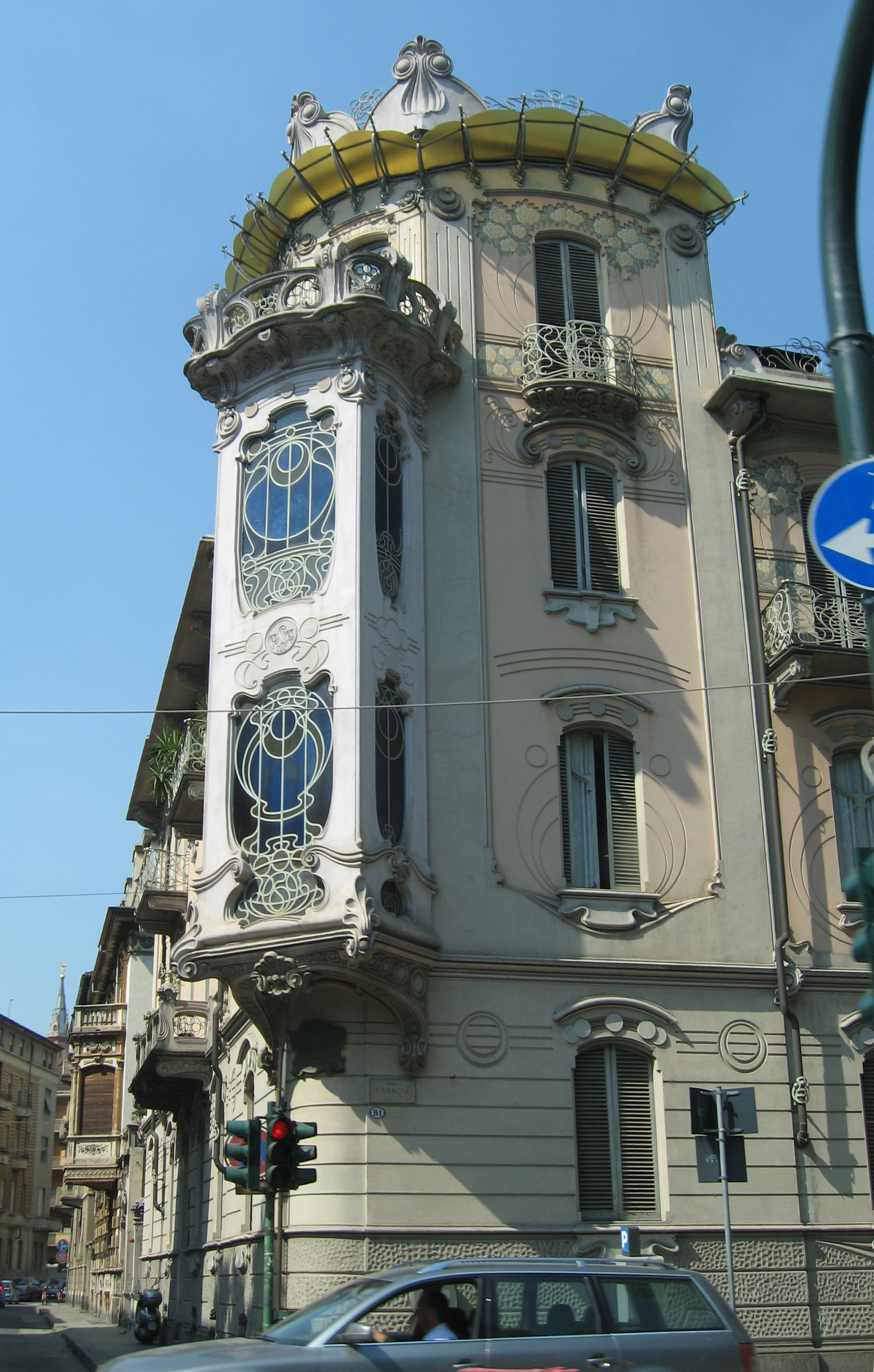
La Casa Fenoglio-Lafleur.
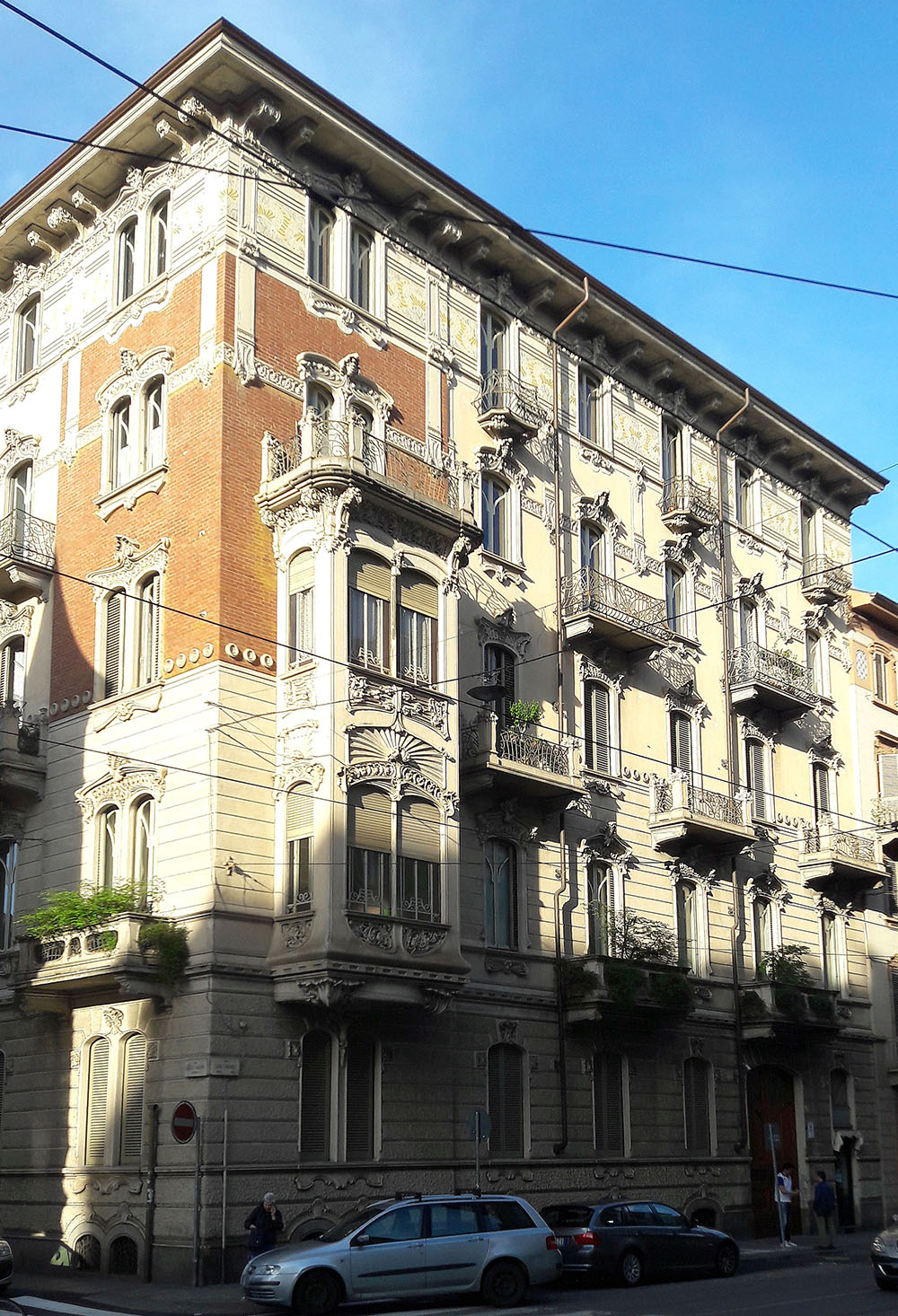
La Casa Girardi.
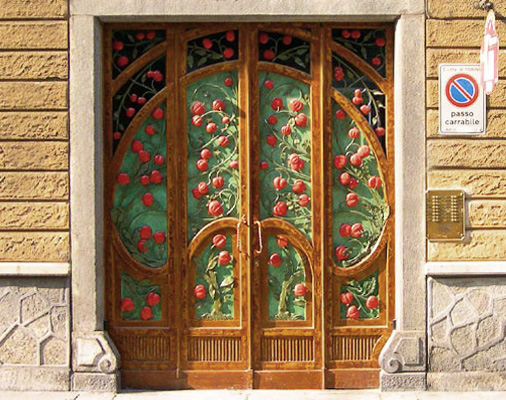
El «portón de las granadas» de la Via Argentero 4.
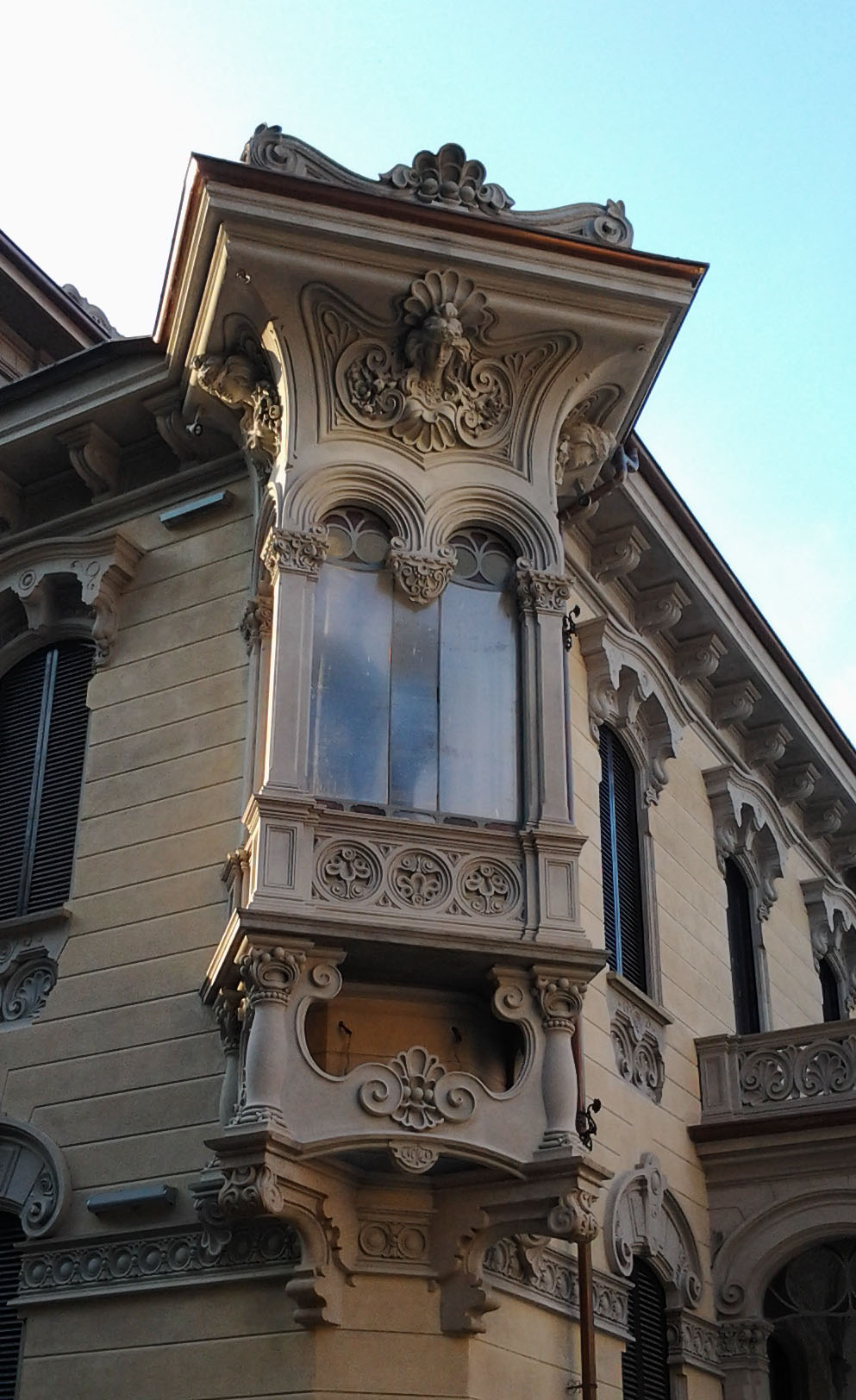
Detalle del boínder del Villino Raby.
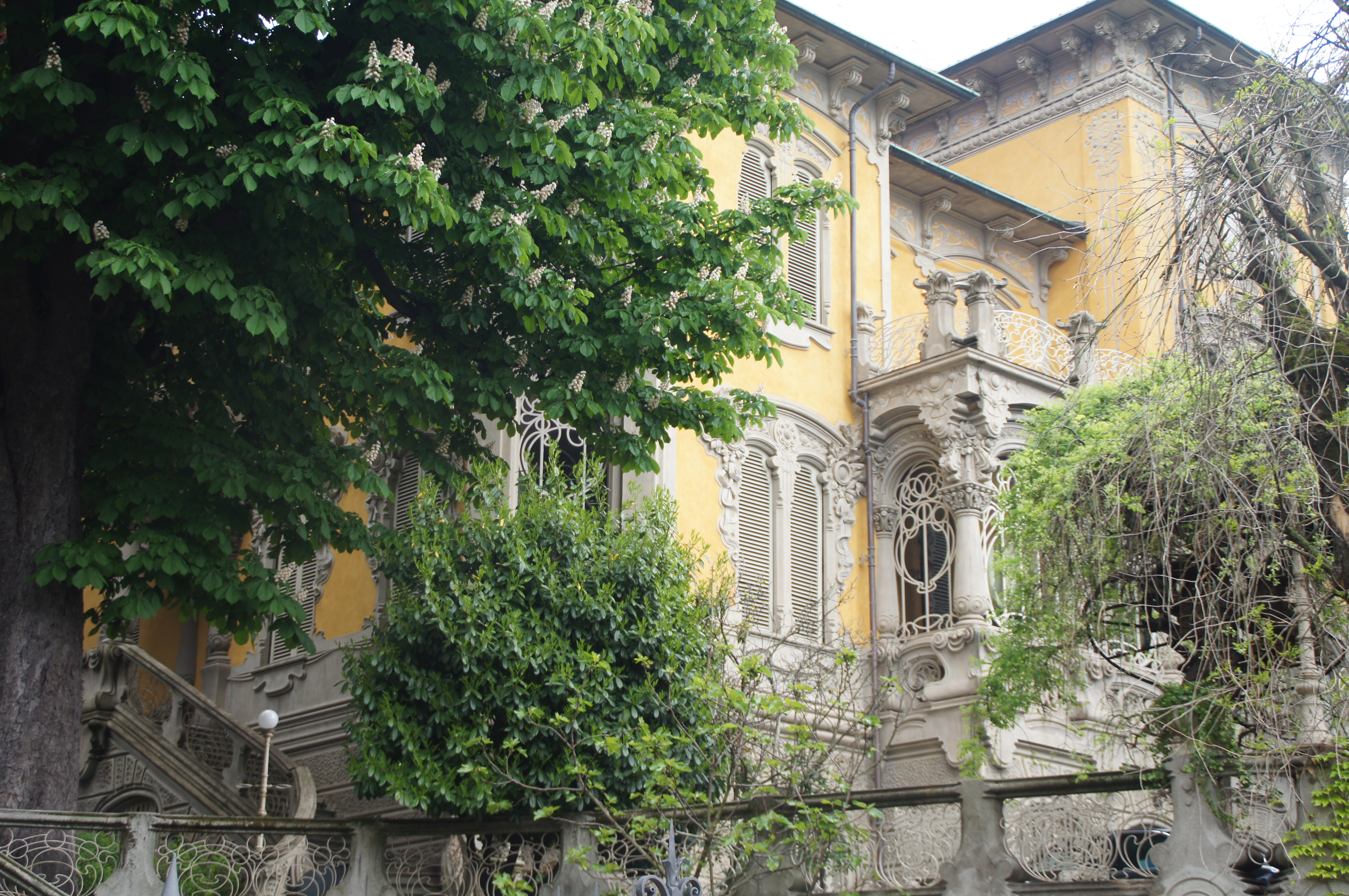
La Villa Scott.

#### El Villaggio Leumann
Gracias a la experiencia adquirida en el ámbito del diseño de establecimientos industriales, Fenoglio se ocupó también del gran proyecto del Villaggio Leumann. Este nació de la idea de un emprendedor de origen suizo, Napoleone Leumann, que trasladó el establecimiento de su empresa textil de Voghera a Turín, beneficiándose de las incentivos fiscales que ofrecía la capital piamontesa tras el controvertido traslado de la capital primero a Florencia y luego a Roma. La amplia oferta de mano de obra especializada a costes reducidos completó la atracción de capital y emprendedores en parte extranjeros como Abegg, Geisser, Kind, Metzger, Menier, Remmert o Scott contribuyeron a hacer de Turín la nueva capital industrial italiana. La decisión cayó en la gran parcela de tierra de unos 60 000 m² situada en el campo que rodeaba Collegno, entonces un pequeño pueblo a las puertas de la ciudad. Fundamental en la elección del lugar fue también la presencia de canales de riego y la cercanía del nuevo ferrocarril, que recorría el eje del actual Corso Francia y permitía una rápida conexión con Turín, la cercana Rivoli y también con el Valle de Susa y Francia, a través del nuevo túnel del Fréjus.
El complejo, proyectado entre 1875 y 1907 por Pietro Fenoglio, está constituido por dos barrios residenciales a ambos lados de la fábrica textil, que cesó su actividad en 2007. En total, albergaba originalmente unas mil personas entre operarios, empleados y sus respectivas familias. Contiene todavía en su interior cincuenta y nueve casas unifamiliares y bloques divididos en ciento veinte viviendas, cada una de ellas provista desde el principio con servicios higiénicos anexos y un jardín compartido en la planta baja. Además de la fábrica de algodón, las viviendas, los baños públicos, el asilo «Wera Leumann» y la escuela, Fenoglio proyectó también la iglesia de Santa Elisabetta, una de las poquísimas del mundo, quizá la única, diseñada en estilo modernista.
La organización urbanística, la arquitectura de los edificios, las instituciones sociales y los servicios asistenciales hicieron del complejo un organismo que ponía en el centro de sus objetivos una mayor calidad de vida de las trabajadores, tanto en el trabajo como en la vida privada; constituía así una zona bien definida en la que trabajo, familia, tiempo libre e instituciones sociales estaban estrechamente conectadas entre ellas, formando un contexto social evolucionado y eficiente. En esta misma época, se construyeron ejemplos análogos también en Lombardía y en el Véneto, pero el Villaggio Leumann es quizá el ejemplo más grande, completo y funcional, hasta el punto de convertirse en un interesante testimonio de carácter histórico, cultural y arquitectónico.

El Villaggio Leumann
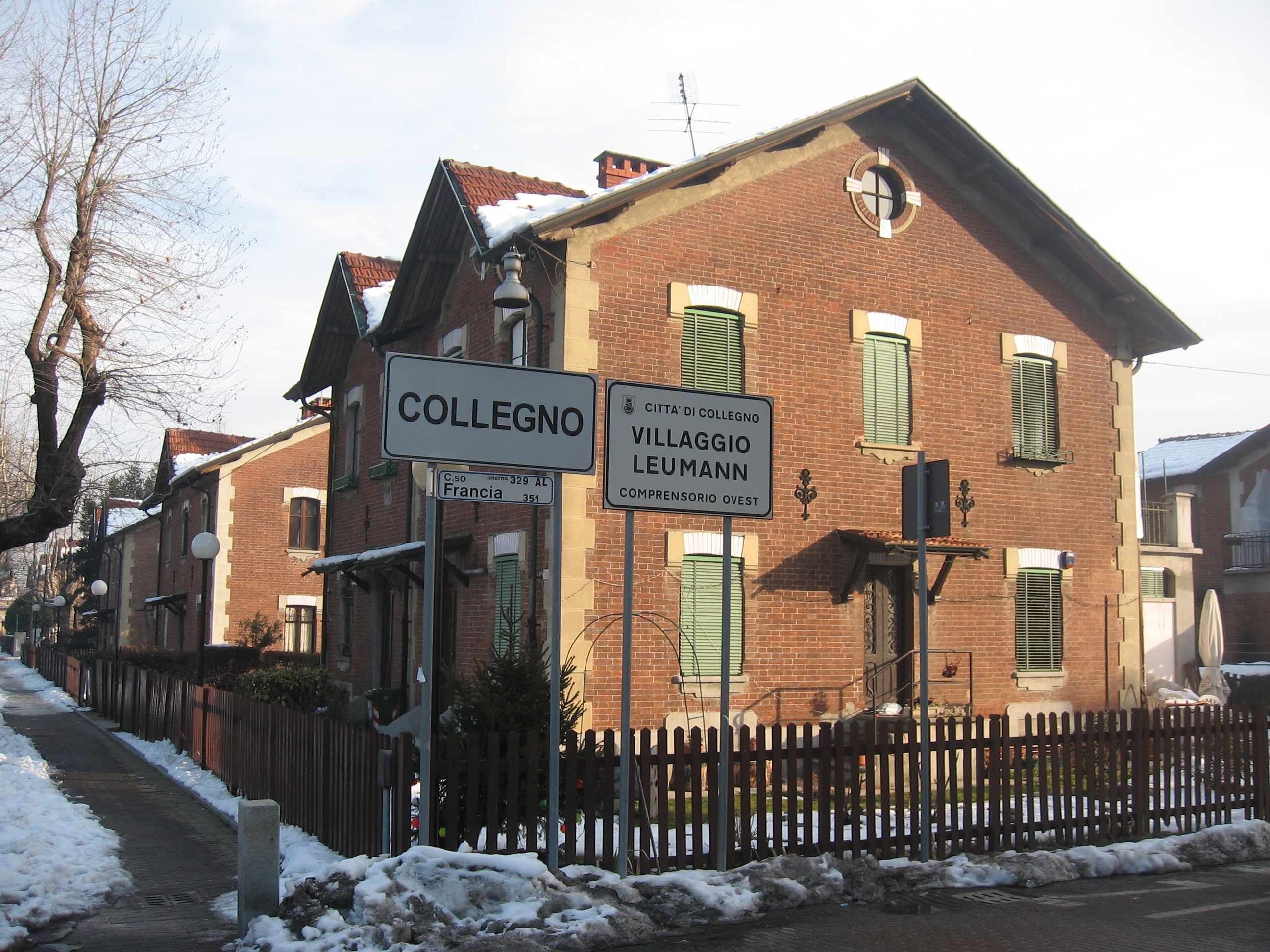
Una de las viviendas del Villaggio Leumann.
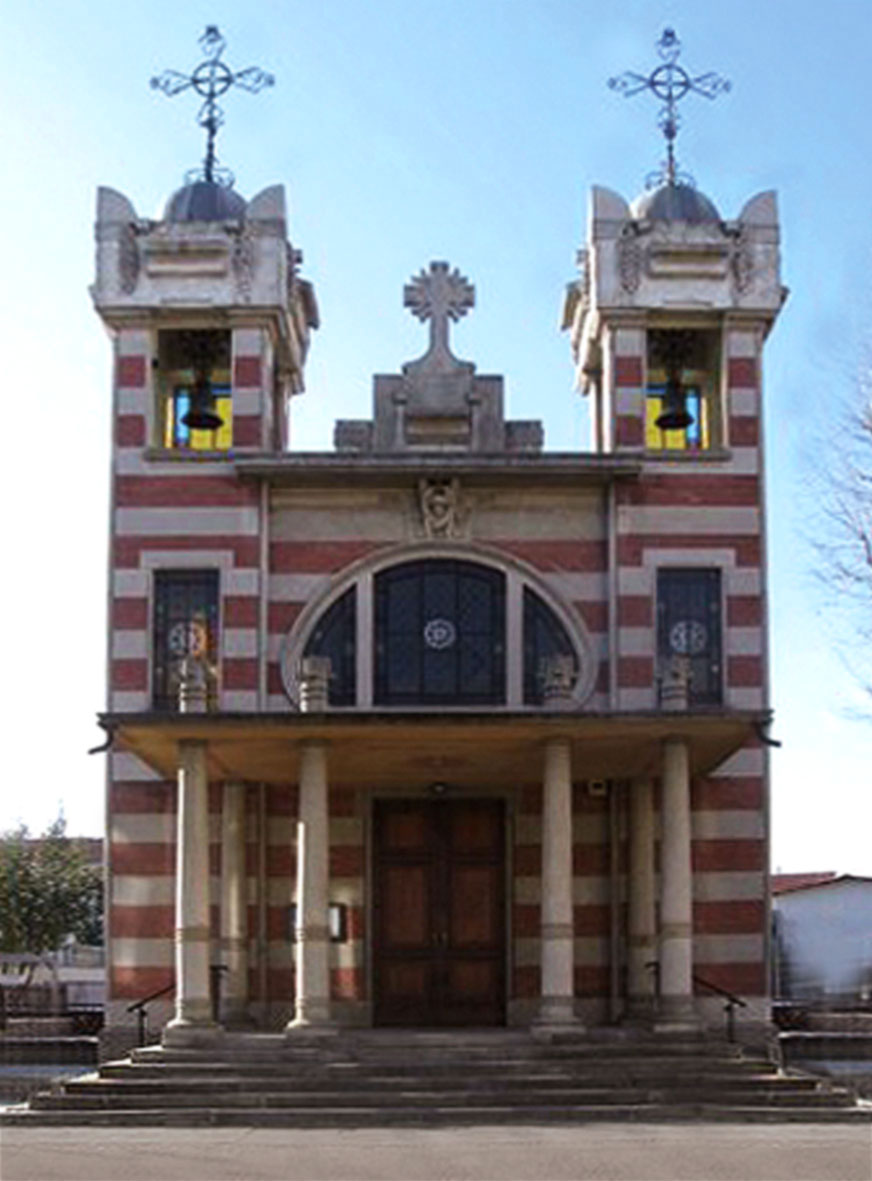
La iglesia del Villaggio Leumann.

### Los otros personajes del modernismo turinés
Pese a la connotación principalmente barroca de las escuelas guariniana y juvarriana, el patrimonio arquitectónico de la antigua capital sabauda conserva todavía en la actualidad importantes testimonios modernistas prácticamente intactos y la presencia de edificios de esa época es todavía perceptible en algunas zonas céntricas de la capital como los barrios del centro histórico, Crocetta, San Salvario y la colina, pero con un absoluto predominio en la zona que rodea el primer tramo del Corso Francia, que comprende los barrios de Cit Turin y San Donato.

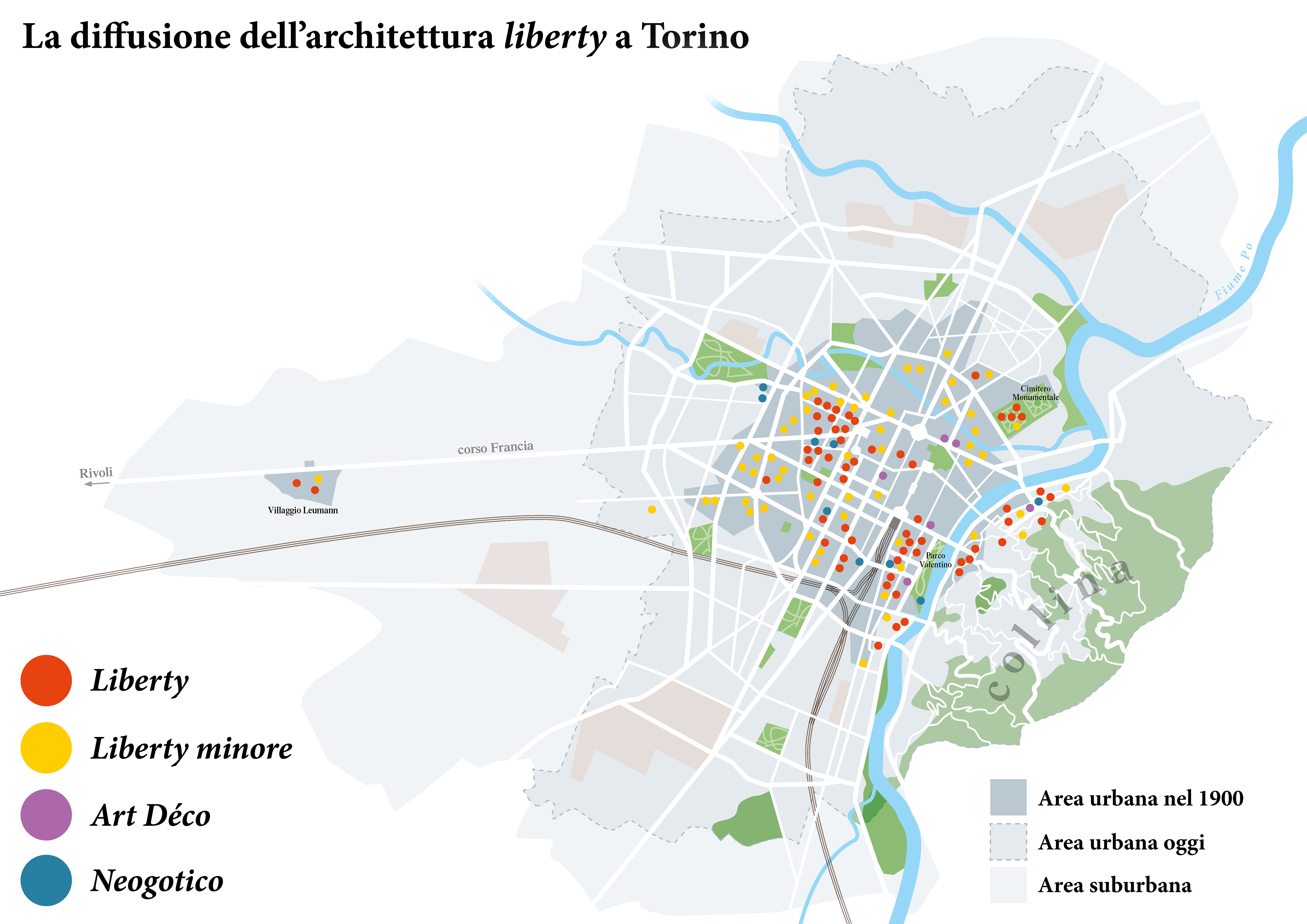
Mapa que muestra la difusión del modernismo en Turín.

El emblema de los experimentos que, desde un diseño todavía evidentemente ecléctico tan apreciado por Carlo Ceppi, dejan entrever rasgos liberty son seguramente el Palazzo Bellia (1898) y el Palazzo Priotti (1900). En ellos Ceppi fue capaz de fundir elementos barrocos y eclécticos con una sinuosidad ya modernista y, en el caso del Palazzo Bellia, hizo un amplio uso de boínder, torretas y arcos trilobulados, haciéndolo uno de los edificios más característicos de la céntrica Via Pietro Micca.
Alumno de Carlo Ceppi, el prolífico Pietro Fenoglio construyó su éxito sobre su estilo deliberadamente art nouveau y su influencia estilística contagió a numerosos otros arquitectos, alimentando una creciente y fructífera competición que hizo a la época del modernismo turinés digna de ser recordada. El antagonismo del grueso grupo de arquitectos que en estos años trabajó en Turín vio también florecer corrientes diferentes del mismo estilo. Por ejemplo, el arquitecto Pietro Betta se diferenció por abrazar un estilo más cercano al sezessionstil y en su estudio se formaron jóvenes arquitectos como Domenico Soldiero Morelli y Armando Melis de Villa, protagonistas de la posterior corriente del racionalismo italiano. La obra de Betta se distingue por su enfoque más monumental, contaminado por elementos clásicos inteligentemente combinados con elementos secesionistas, cuyo ejemplo más imponente lo ofrece la Casa Avezzano (1912) del barrio Crocetta, cuya fachada está dividida por una secuencia de grandes columnas corintias sostenidas por prótomos taurinos y «encadenadas» a una serie de boínder.
Otros ejemplos claramente secesionistas son la Casa Bonelli (1904), residencia del propio arquitecto Bonelli, cuyas fachadas se caracterizan por particulares puertas-ventanas rodeadas por una amplia cornisa circular, que muestran unos adornos finamente decorados, y la Casa Mussini, austero edificio residencial de la precolina, proyectada por el arquitecto Ferrari en el 1914.
Otro exponente cercano al léxico proyectual de Pietro Betta fue el arquitecto Annibale Rigotti que, en la esquina de la Via Vassalli Eandi con la Via Principi d'Acaja, a poca distancia de la Casa Ina de Fenoglio, proyectó la Casa Baravalle (1902), una villa unifamiliar reconocible por sus paredes azules y caracterizada por decoraciones geométricas, con formas extremadamente sobrias. Aquí Rigotti, autor de algunos pabellones de la Exposición Internacional del 1902, parece casi querer anticipar el rigor que prevalecerá en el posterior estilo art déco.

Primeras experimentaciones modernistas en la ciudad.
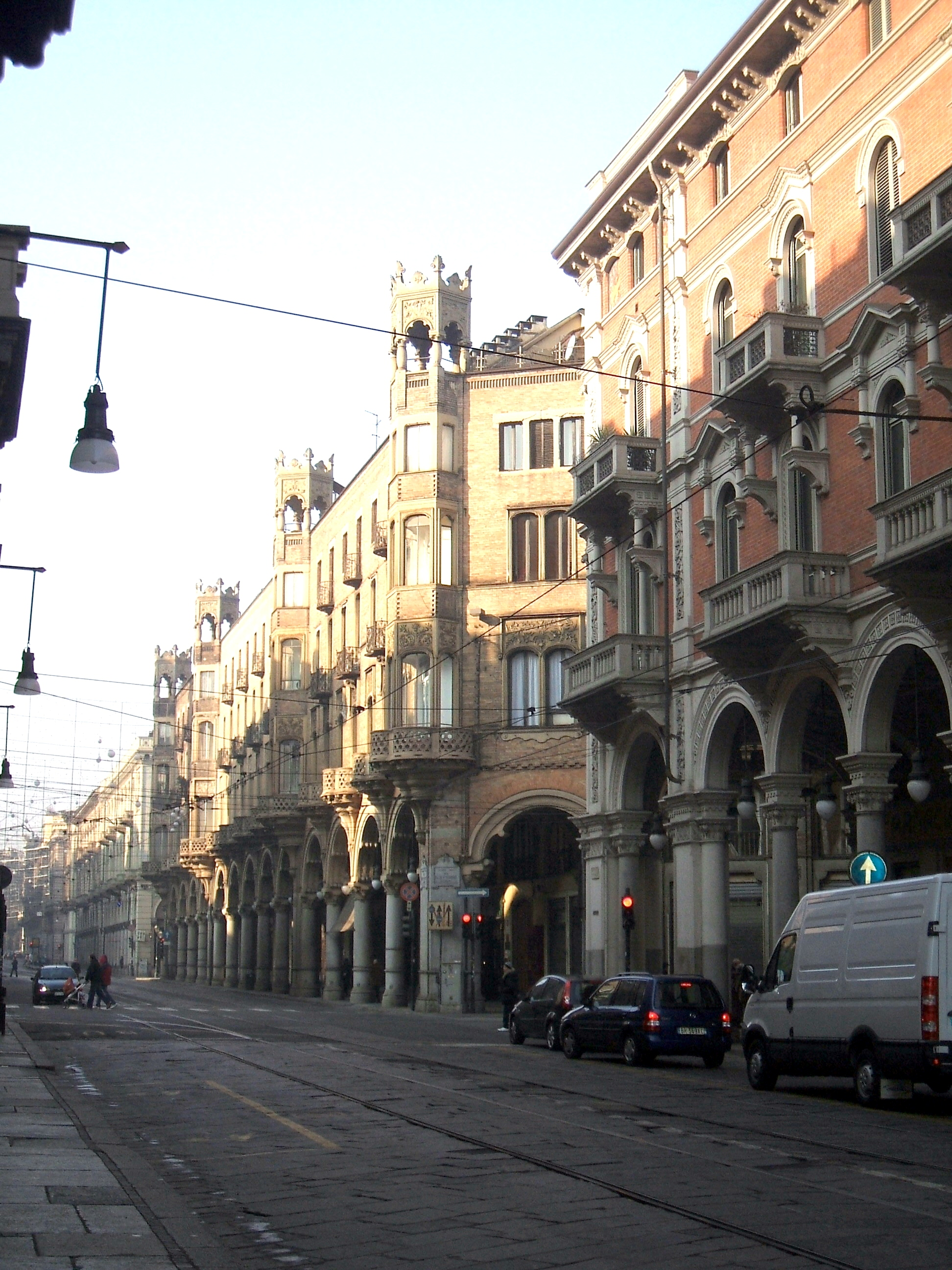
El Palazzo Bellia de Carlo Ceppi en la Via Pietro Micca.
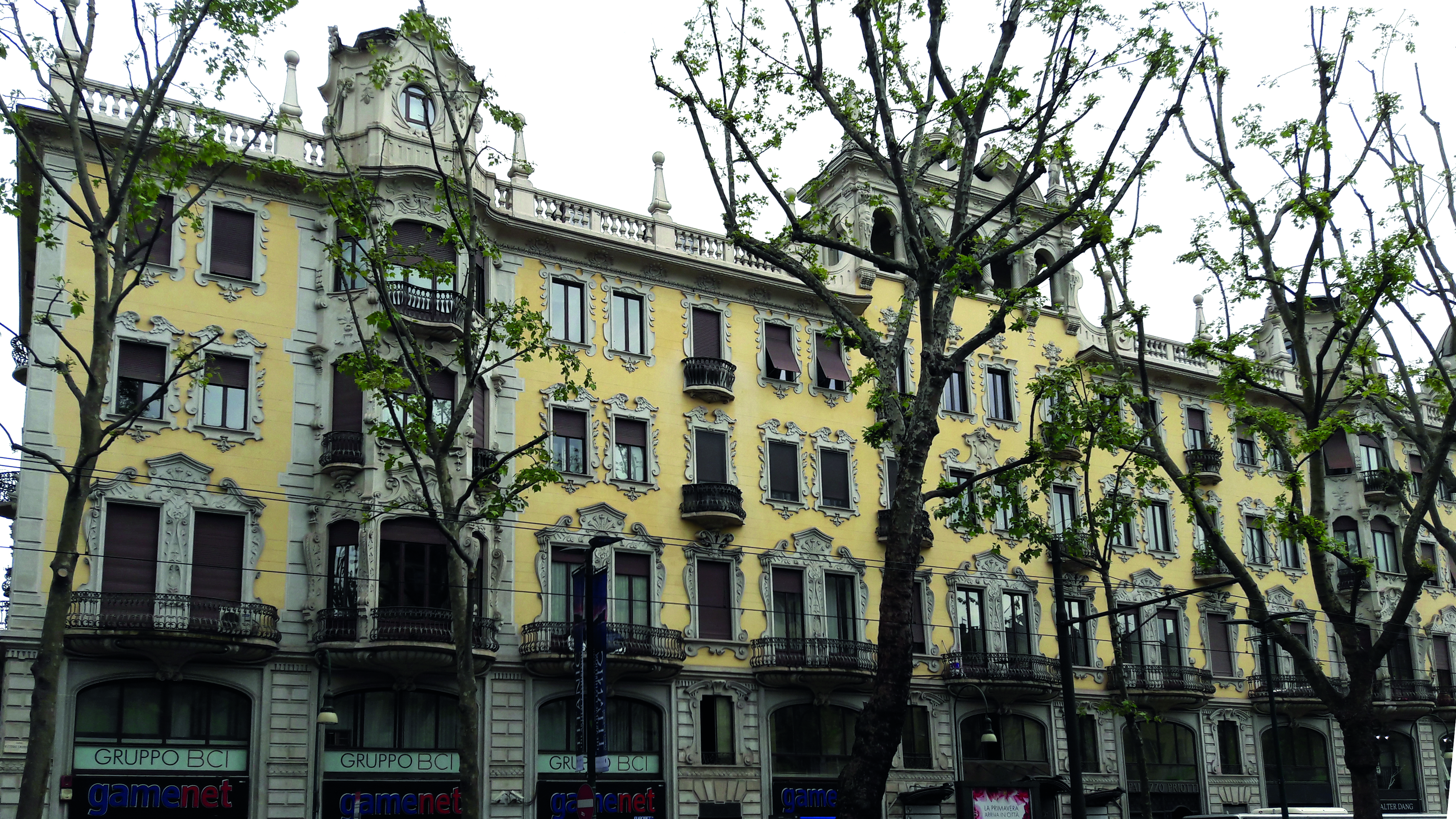
El Palazzo Priotti, también de Carlo Ceppi.
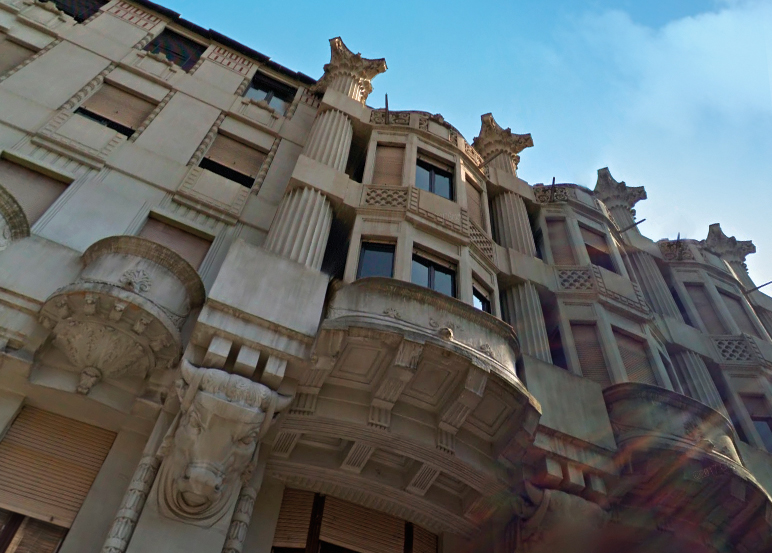
La Casa Avezzano de P. Betta.
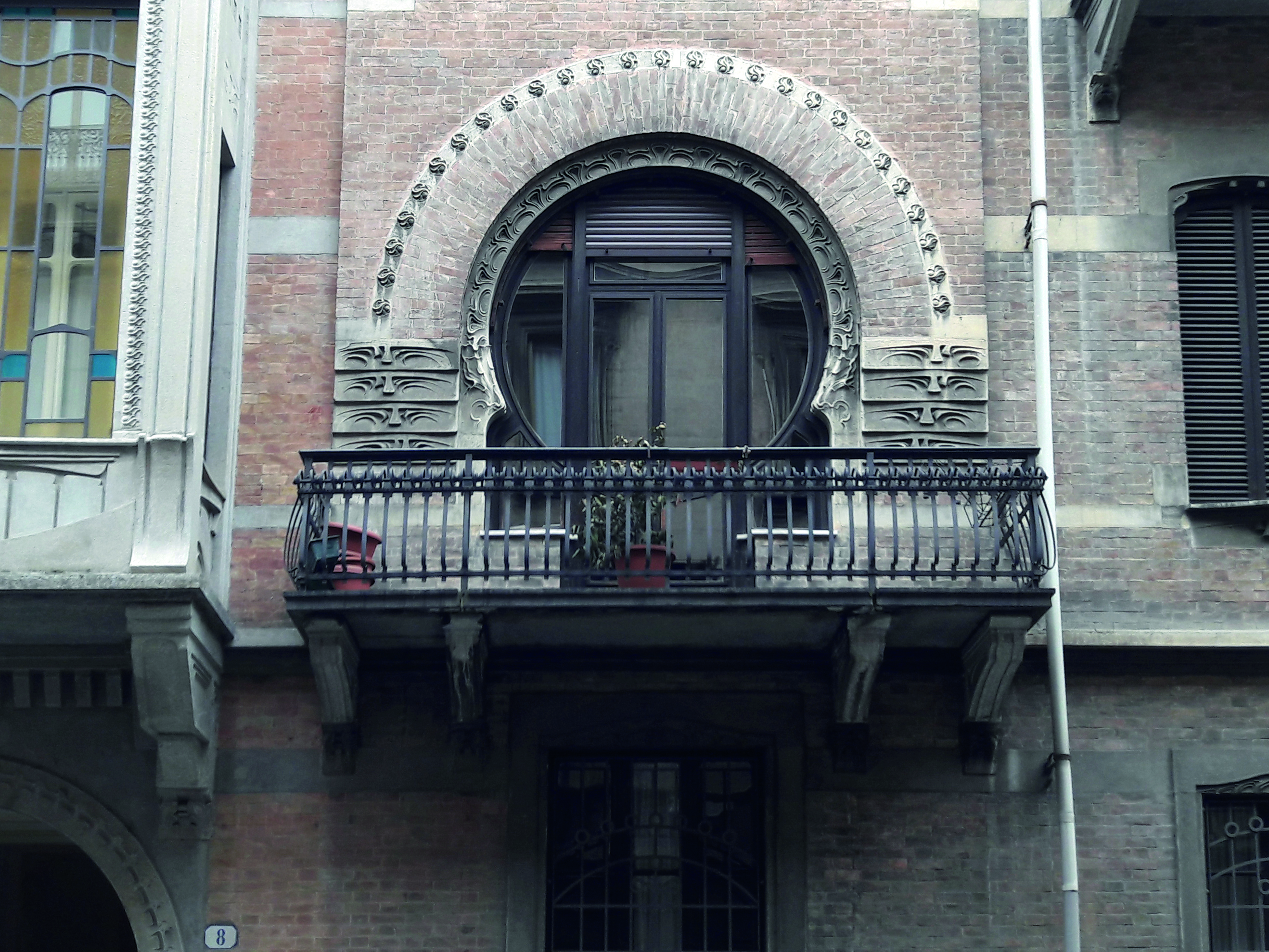
Detalle sezessionstil de la Casa Bonelli en la Via Papacino 8.

A partir de 1902, como consecuencia del éxito de las exposiciones, el liberty se propagó por toda la ciudad, contribuyendo a su crecimiento. La vocación industrial de la ciudad en esta época atrajo también nueva fuerza de trabajo y la demanda de viviendas creció hasta tal punto de ampliar el tejido urbano. Gracias a la llegada de la energía eléctrica y a su creciente difusión, las industrias proliferaron y establecieron nuevas instalaciones en la periferia de la ciudad, abandonando definitivamente el barrio de San Donato y la zona de colinas, decisión obligada mientras la fuerza motriz estaba relegada a la energía hidráulica de los molinos y cilindros hidráulicos que se encontraban en esas zonas, caracterizadas por fuertes desniveles.
El barrio de San Salvario, junto al Parco del Valentino, donde se realizaron las exposiciones de esos años, fue uno de los primeros donde se construyeron nuevas manzanas de establecimientos industriales y de edificios residenciales, a veces modificando las fachadas de edificios ya existentes o pidiendo autorización para modificaciones de proyectos con el objetivo de que se construyeran edificios de aspecto «contemporáneo». Además de las numerosas «casas de alquiler» de las cercanas Via Pietro Giuria, Via Saluzzo y Via Madama Cristina, en San Salvario se construyó también la Villa Javelli, la residencia turinesa que D'Aronco proyectó y construyó para su esposa. A poca distancia está también el conocido Villino Kind (1906), residencia del ingeniero suizo Adolfo Kind, que se hizo célebre en Italia por haber introducido por primera vez el nuevo deporte del esquí, además de ser fundador de su primer club italiano, el Ski Club Torino.
También el mundo de la industria, como se ha dicho, no se quedó indiferente ante la inédita sinuosidad del modernismo. Además de las curtidurías y fábricas de cerveza proyectadas por Fenoglio en la zona de San Donato, al barrio de San Salvario se trasladó en 1903 la nueva sede de la Impresa Porcheddu, muy involucrada en el boom inmobiliario de estas décadas, que ocupó un baja construcción situada en el Corso Valentino 20, es decir, en correspondencia con la antigua sede de la FIAT de Corso Marconi, construida a mediados de los años treinta del siglo XX.
También la naciente industria automovilística desempeñó el papel de cliente de los nuevos edificios modernistas. Una de las primeras oficinas diseñada según los dictados de la nueva corriente fue la de la Accomandita Ceirano & C., primera oficina automovilística turinesa, productora de pequeños vehículos de la marca Welleyes dotados de motor de combustión, de la que fue socio el propio Fenoglio. Esta empresa trasladó su actividad en 1906 a la periferia sur de la ciudad, en el actual Corso Raffaello 17, en una construcción reconocible por sus puertas de acceso rodeadas por grandes arcos circulares de litocemento. La propia FIAT, fundada en Turín en 1899, encargó su primer establecimiento al joven arquitecto Alfredo Premoli que, entre 1904 y 1906, realizó en el Corso Dante Alighieri el complejo que incluye la Scuola Allievi y la primera fábrica, cuyo edificio está vistosamente enmarcado por motivos florales estilizados en las esquinas de los cimacios de litocemento que hay sobre la cima, que muestra también el acrónimo de la casa automovilística turinesa.
También es significativa la Galleria dell'Industria Subalpina, estructura inspirada en los típicos passages parisinos, aunque todavía caracterizada por un gusto ecléctico, que albergaba el célebre Caffè Romano, y donde se encuentra el elegante Caffè Baratti & Milano, remodelado en 1909. Su entrada desde los pórticos de la Piazza Castello muestra una rica cornisa de mármol embellecida por bajorrelieves de bronce e interiores ricamente trabajados, con un amplio uso de taraceas de mármol y estuco.

Arquitectura modernista para usos industriales y comerciales.
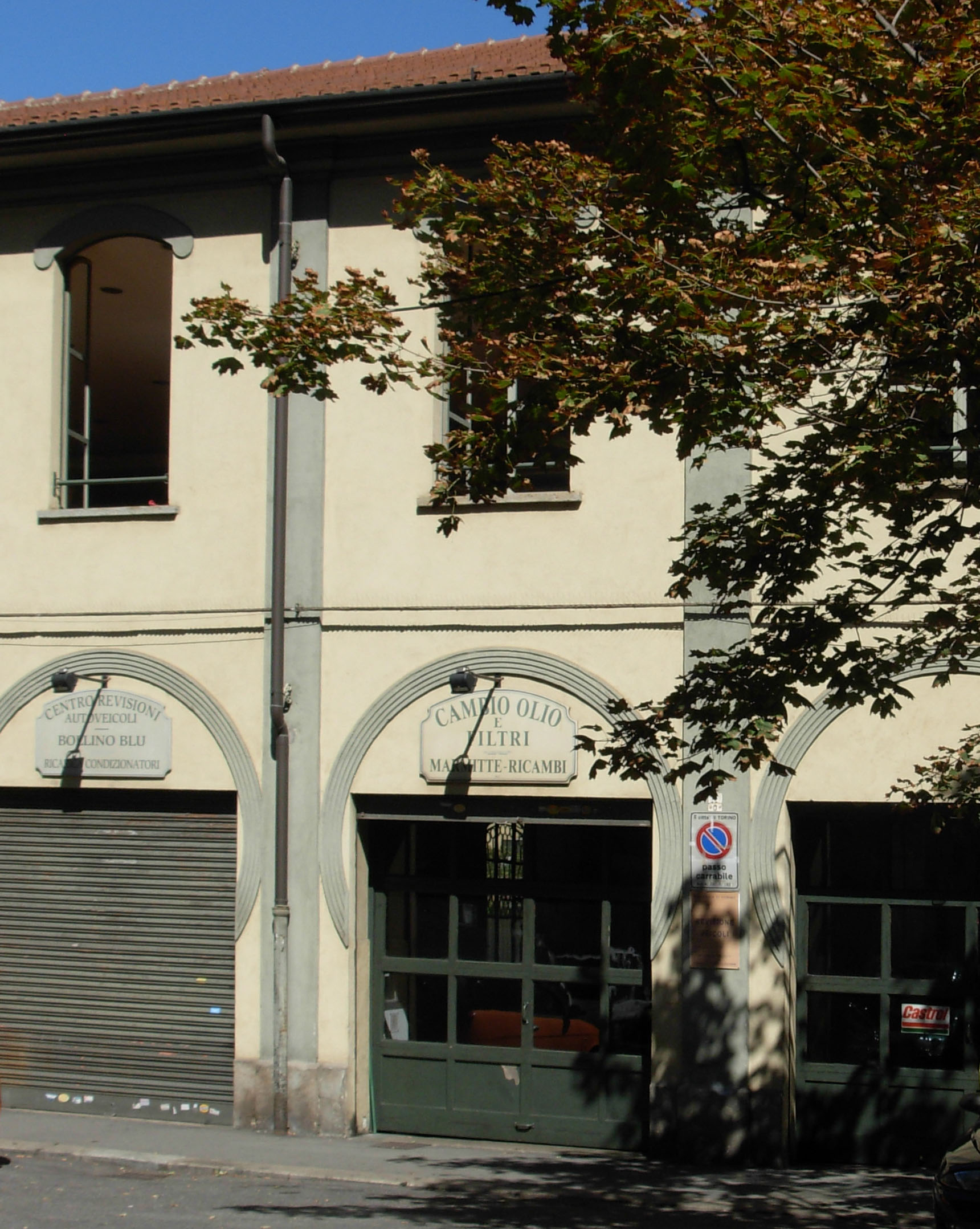
El edificio que albergó las primeras oficinas de la Accomandita Ceirano & C., en el Corso Raffaello 17.
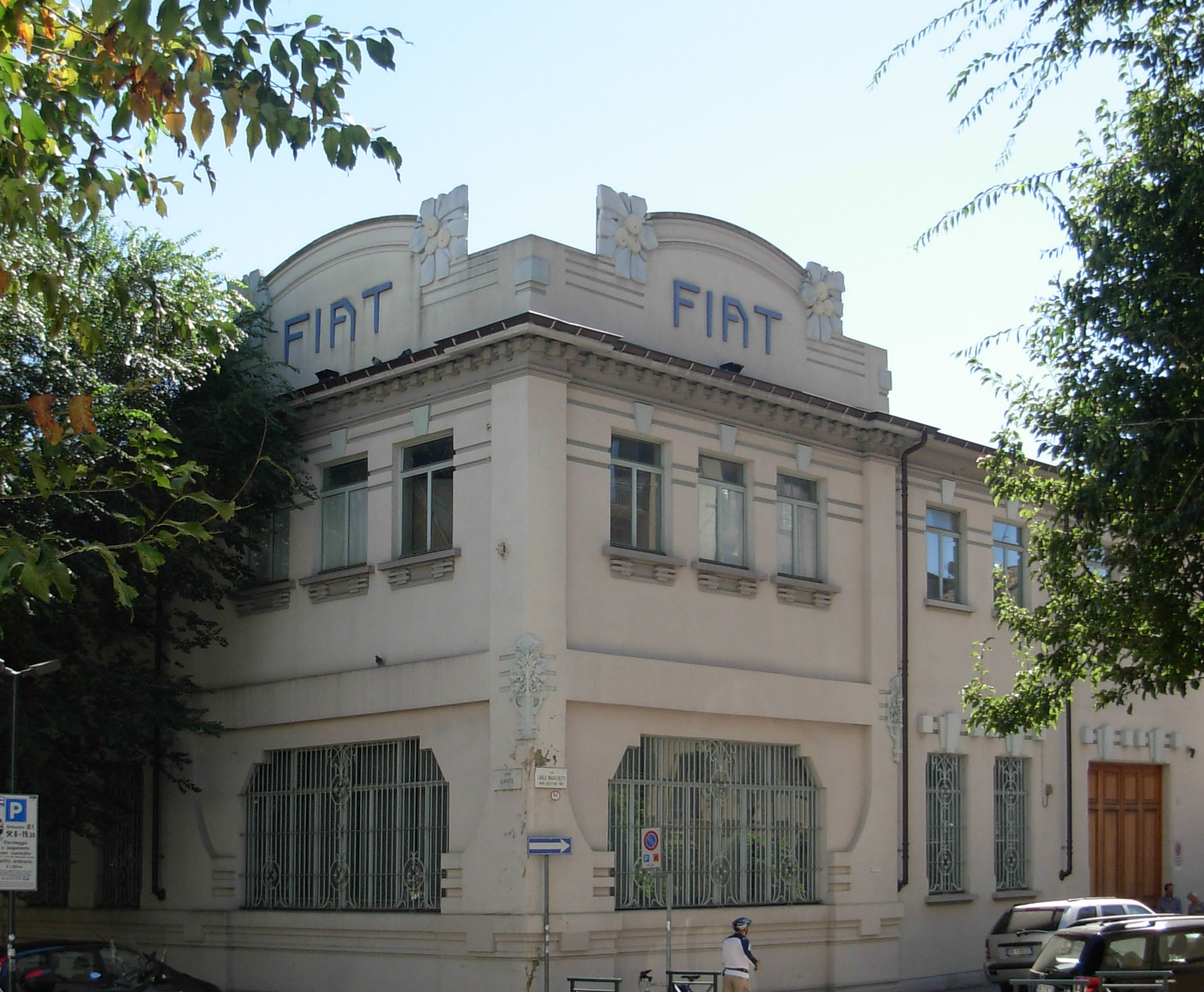
El edificio que albergó el primer establecimiento de la FIAT en el Corso Dante Alighieri 100 (1904-1906), obra de Alfredo Premoli.
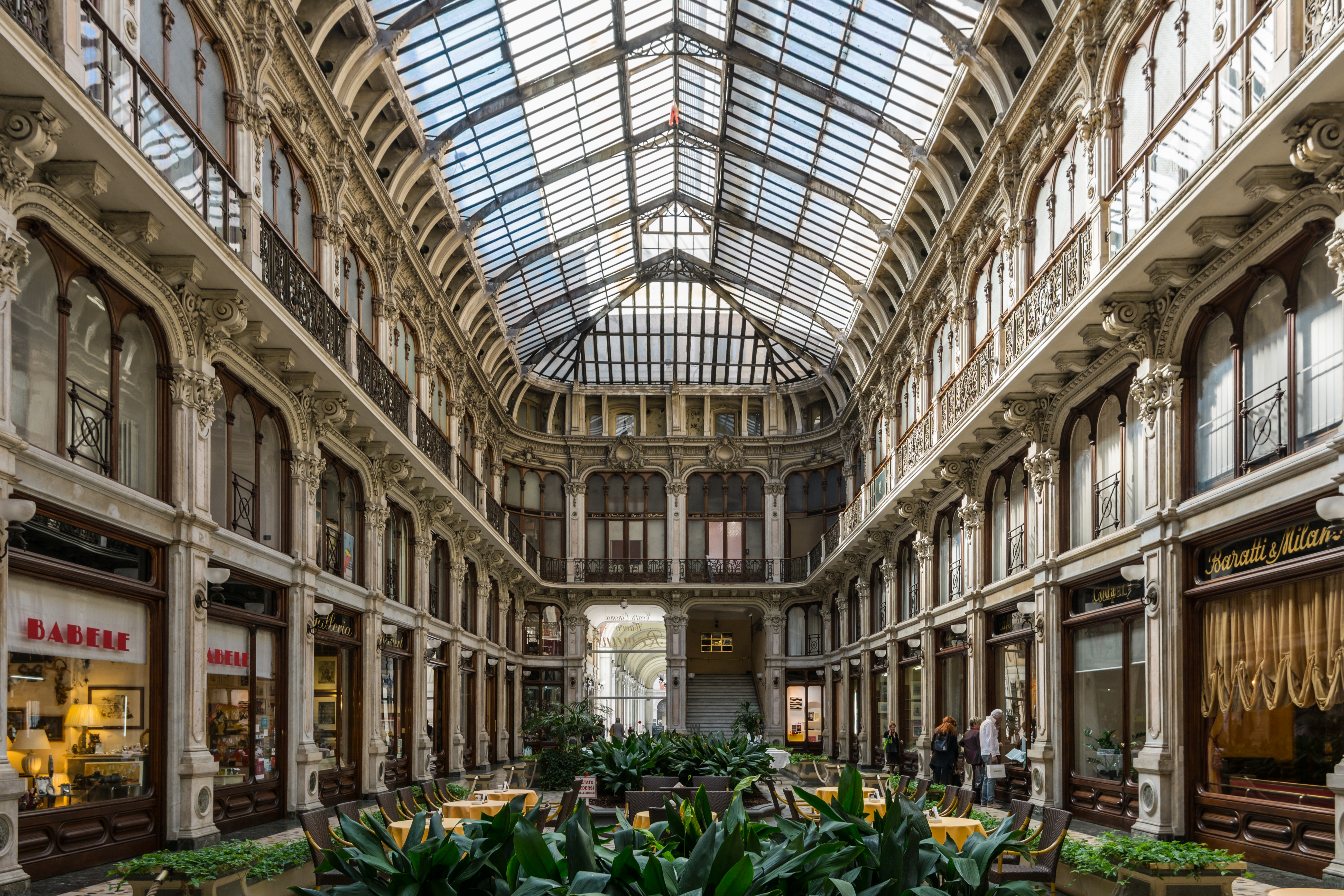
La Galleria dell'Industria Subalpina.
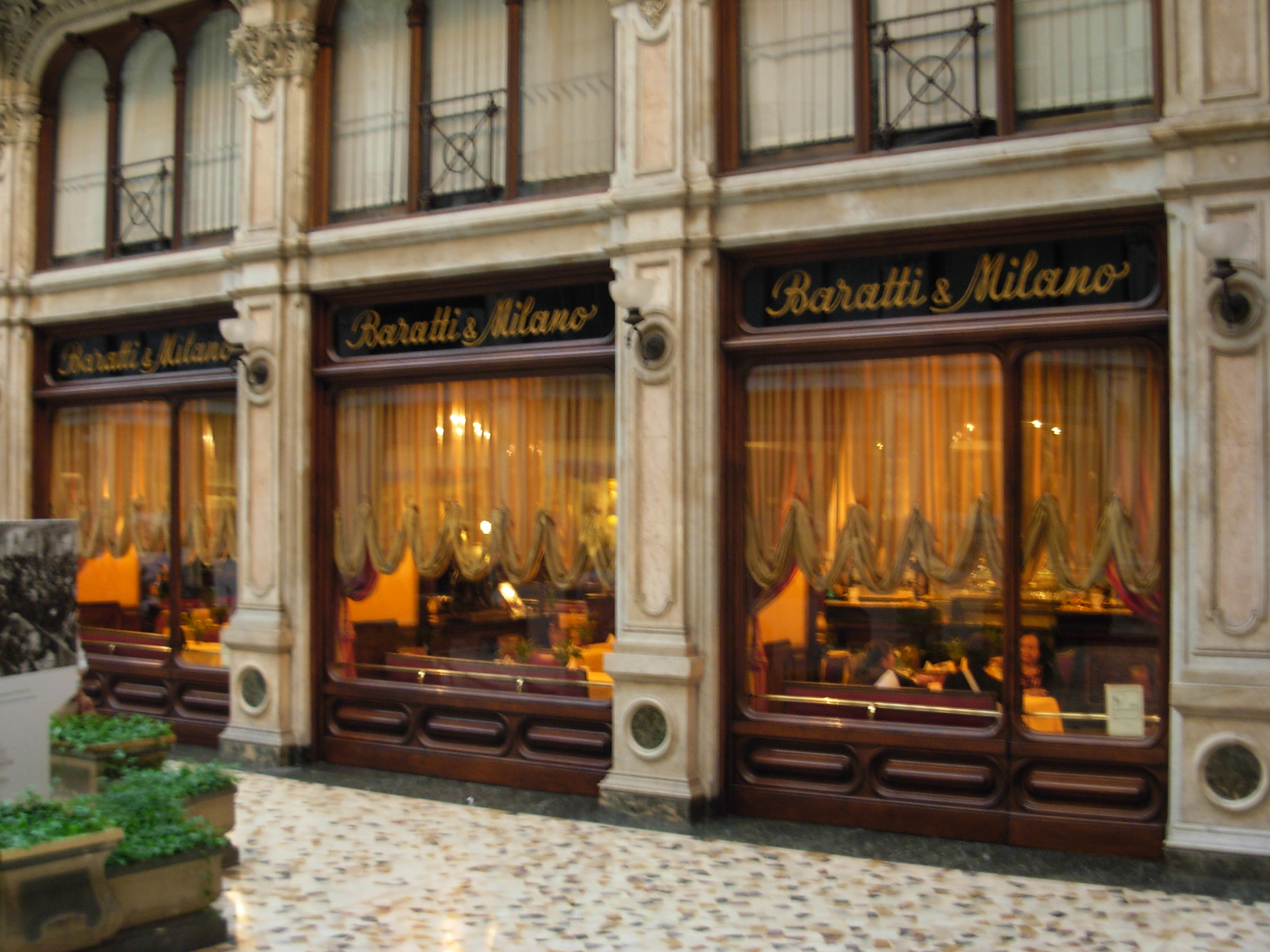
Los elegantes escaparates del Caffè Baratti & Milano.

En el barrio Crocetta se puede admirar la Casa Maffei (1905), con barandillas y elementos en hierro forjado del maestro lombardo Alessandro Mazzucotelli, construida según el proyecto de Antonio Vandone di Cortemilia. Otros edificios suyos dignos de mención son algunos palacios del Corso Galileo Ferraris y del Corso Re Umberto, caracterizados por sus decoraciones fitomorfas y el amplio uso de vidrios de colores y hierro forjado. Vandone di Cortemilia se dedicó también a los locales comerciales: entre estos, deben citarse el Caffè Mulassano en la céntrica Piazza Castello, cuyas dimensiones reducidas no hacen desmerecer sin embargo sus elegantes boiseries y espejos, el techo a casetones de madera y cuero y las numerosas decoraciones en bronce. También hay obras de Vandone di Cortemilia en el Cementerio Monumental, junto a otras obras de L. Bistolfi, D. Calandra, G. Casanova, C. Fumagalli, E. Rubino y A. Mazzucotelli.
En la zona de San Donato, además de la vistosa Casa Fenoglio, en los números 10 y 12 de la Via Piffetti hay dos ejemplos que datan de 1908 y son obra de Giovanni Gribodo. A poca distancia hay otros ejemplares de edificios liberty en la Via Durandi, la Via Cibrario y la Via Piffetti, mientras que es de Giovan Battista Benazzo la Casa Tasca (1903), que muestra decoraciones florales, motivos geométricos circulares y ricas decoraciones en hierro forjado para barandillas y ventanas.
En el vecino barrio de Cit Turin, a lo largo de la Via Duchessa Jolanda, hay dos edificios proyectados por Gottardo Gussoni, claros ejemplos de liberty tardío datables en 1914. Análogamente, también los edificios situados en la cercana Via Susa reproducen la misma configuración: un patio central con una baja construcción al fondo coronada por una torre almenada, elemento que hace del liberty de Gussoni un estilo cada vez más impregnado por un eclecticismo que posteriormente desembocará en un verdadero neogótico, hasta el punto de convertirse en uno de los arquitectos preferidos por el Cav. Carrera.

Arquitectura modernista en los barrios de San Donato y Cit Turin.
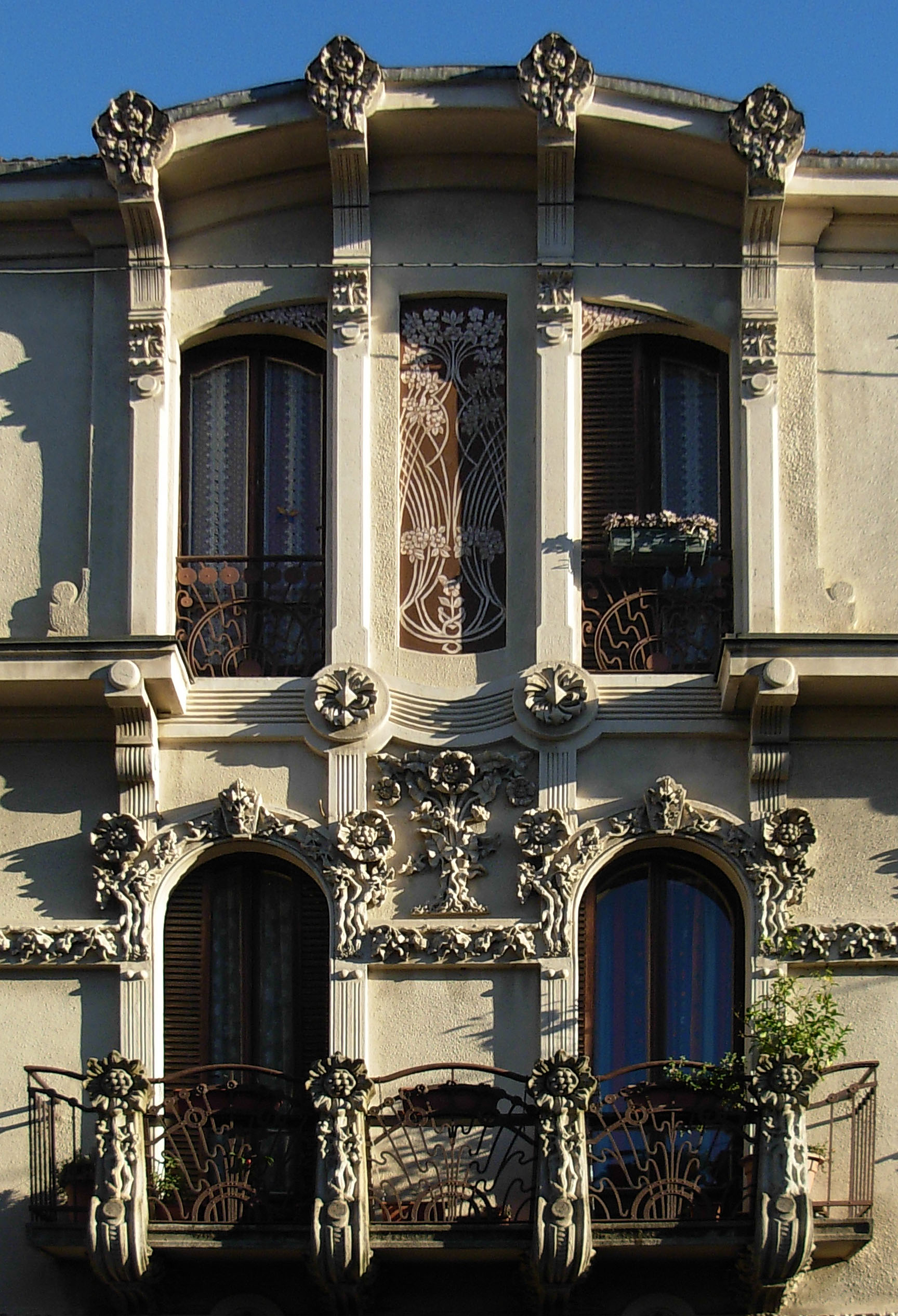
Detalle del edificio de la Via Pifetti 10.
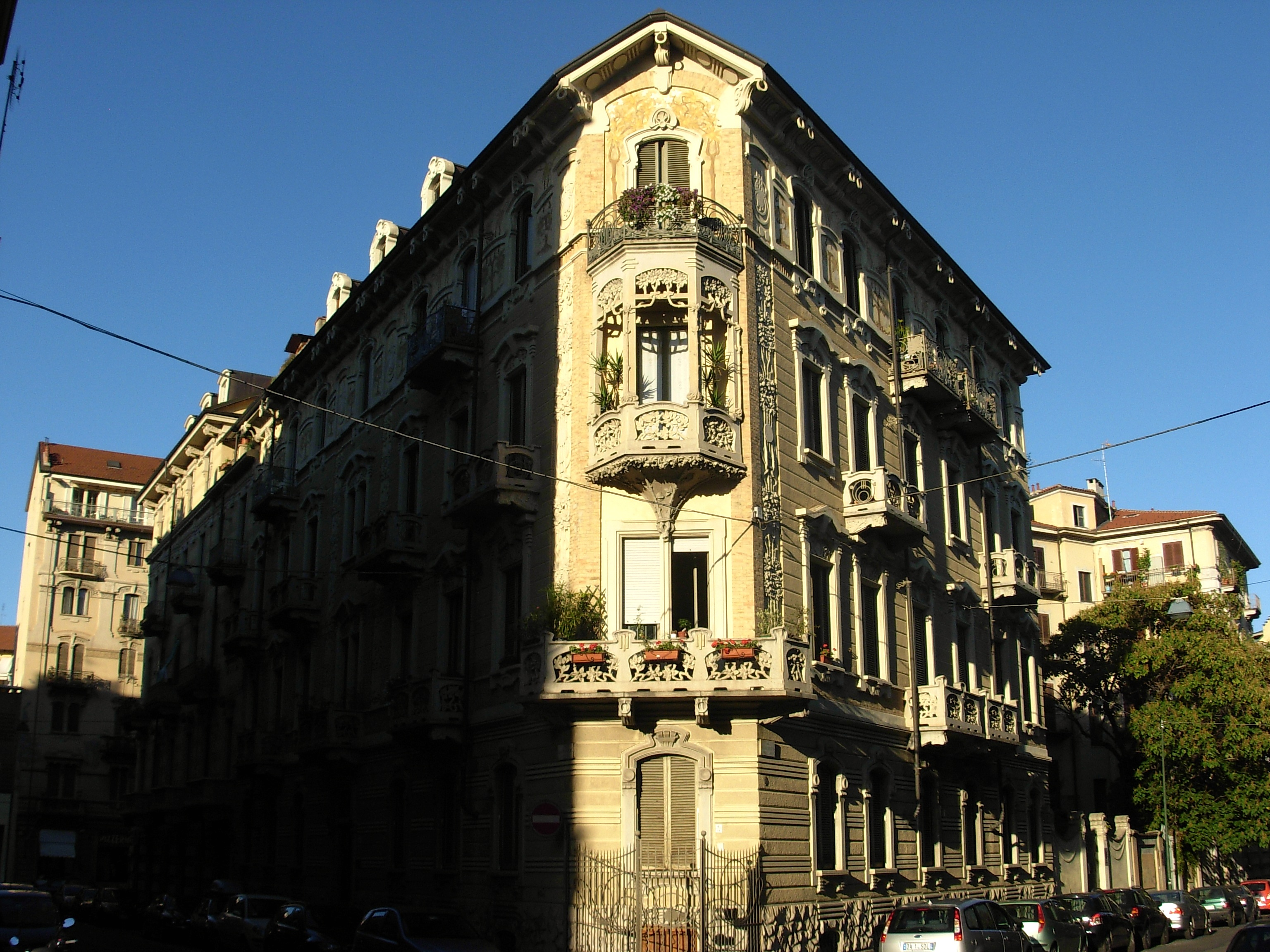
La Casa Tasca.
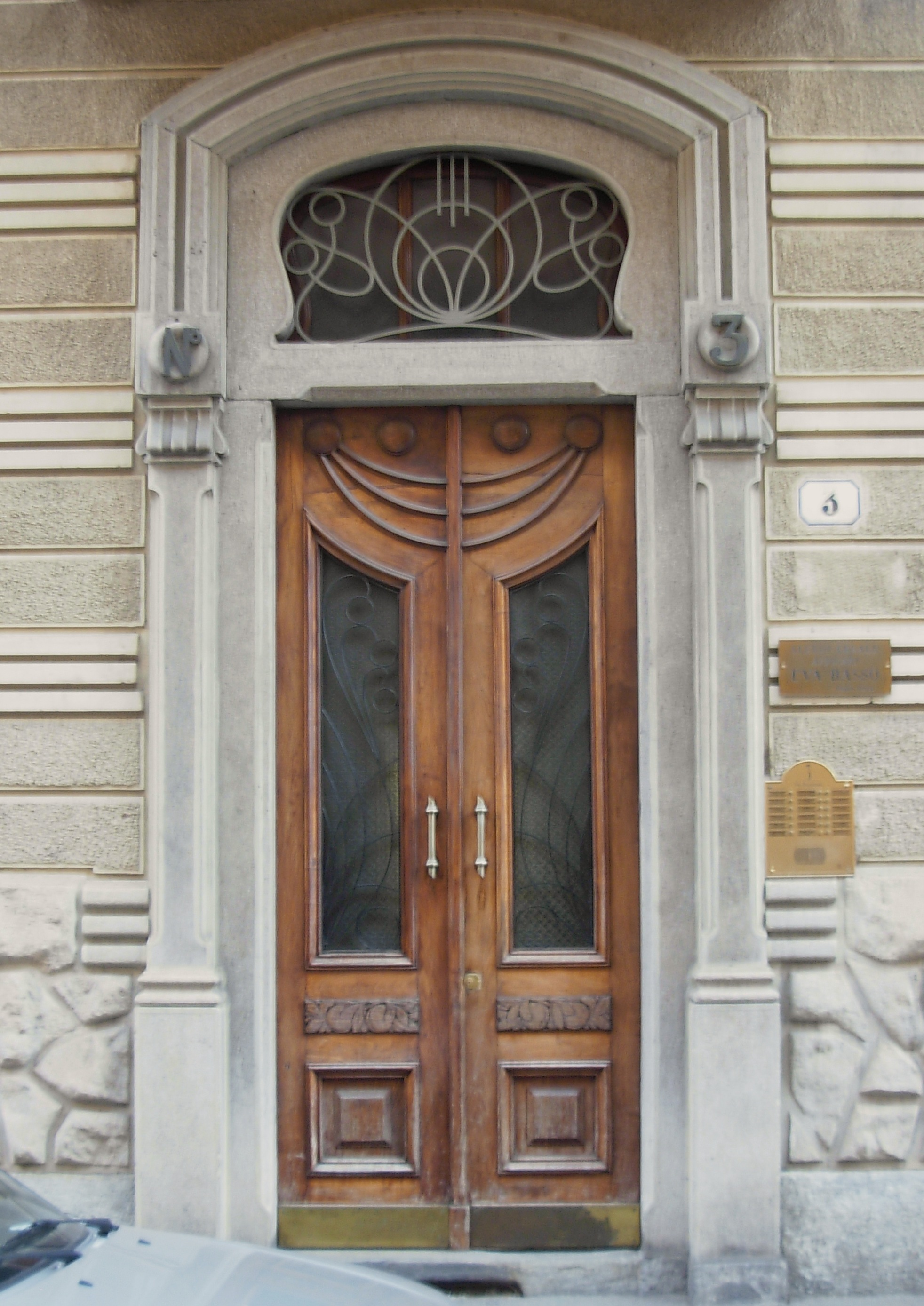
La puerta de la Casa Tasca.
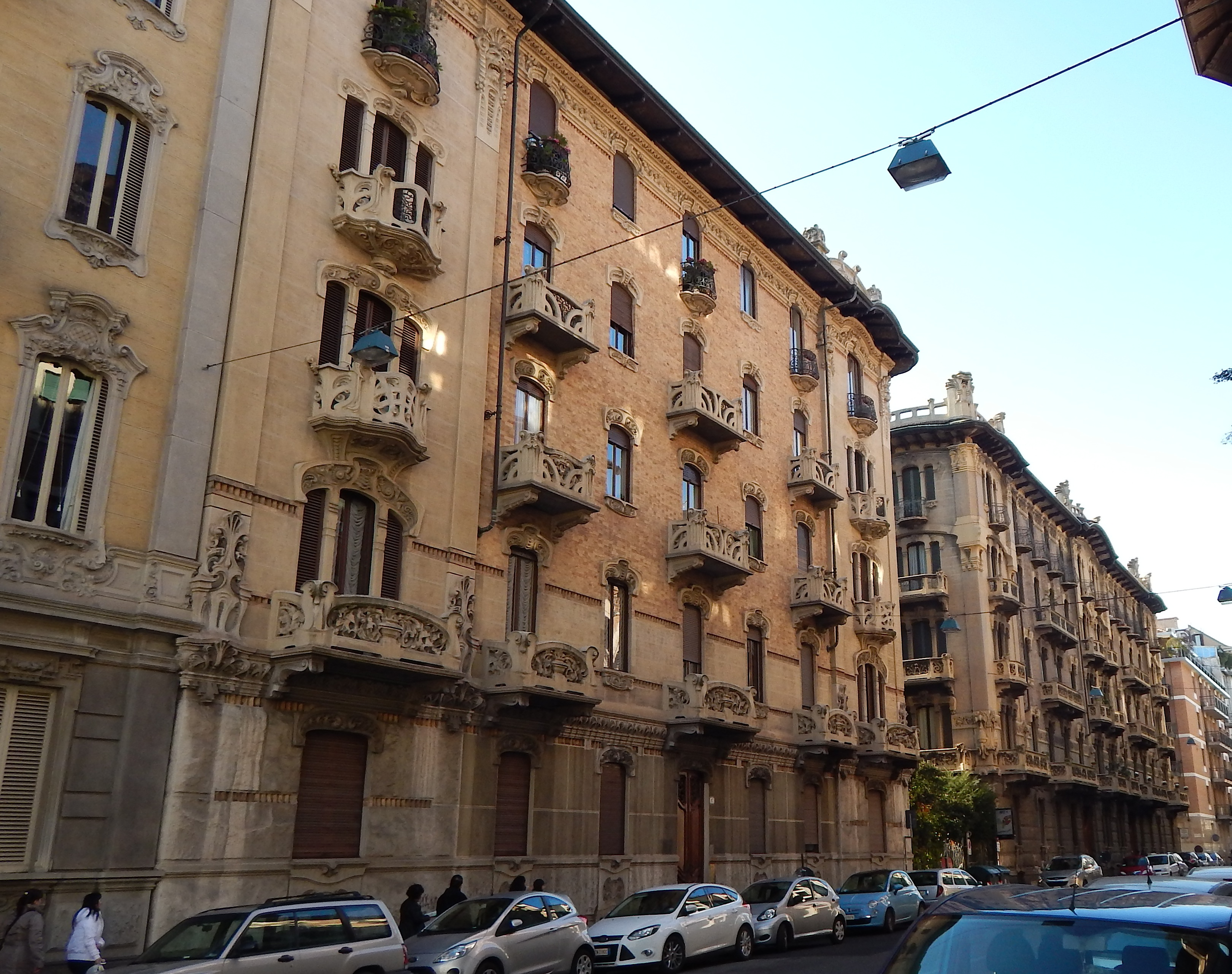
Varios edificios de la Via Duchessa Jolanda.
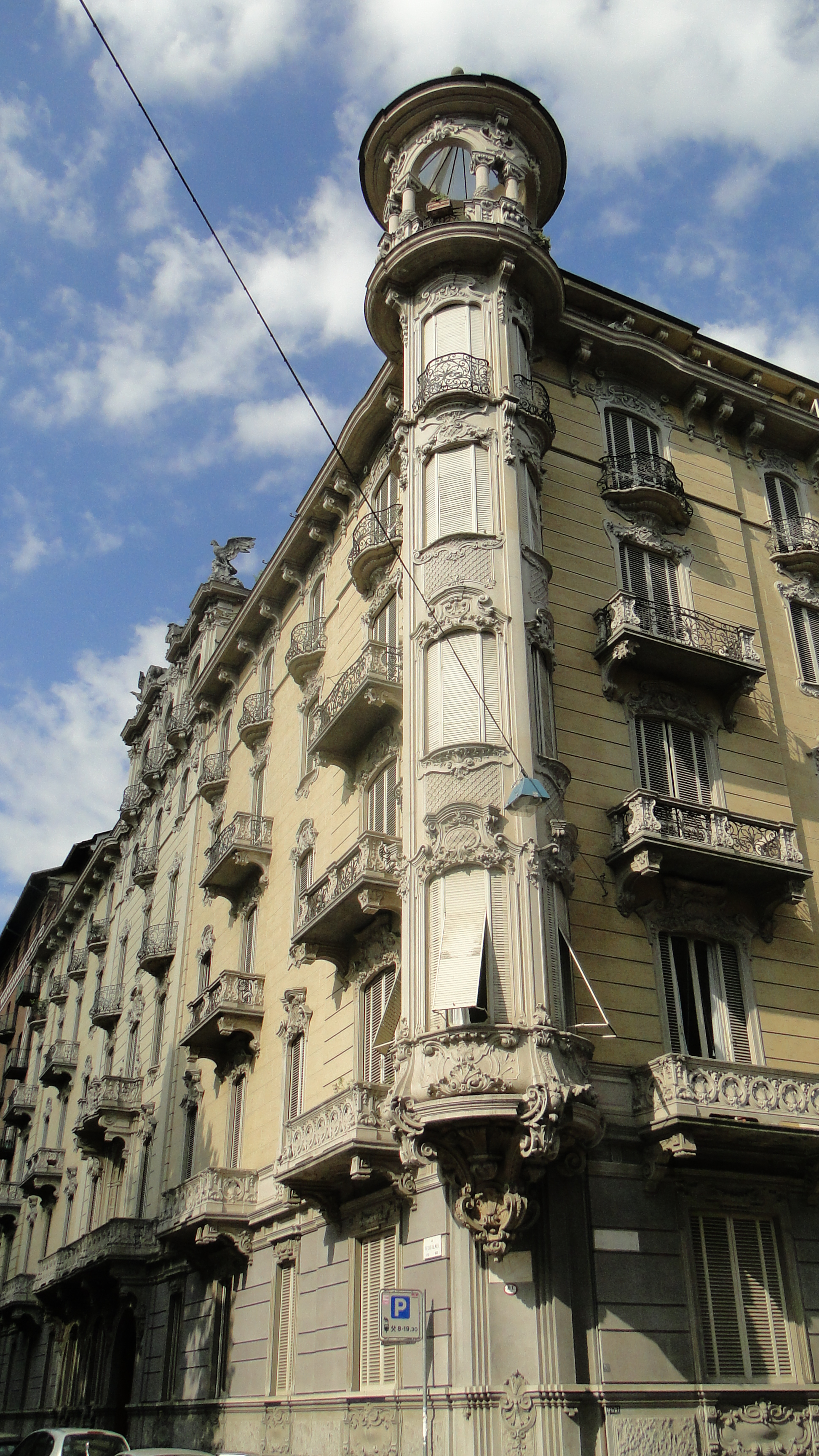
Edificio en la Via Palmieri.

### Daniele Donghi y Camillo Dolza: dos ingenieros al servicio de la administración pública

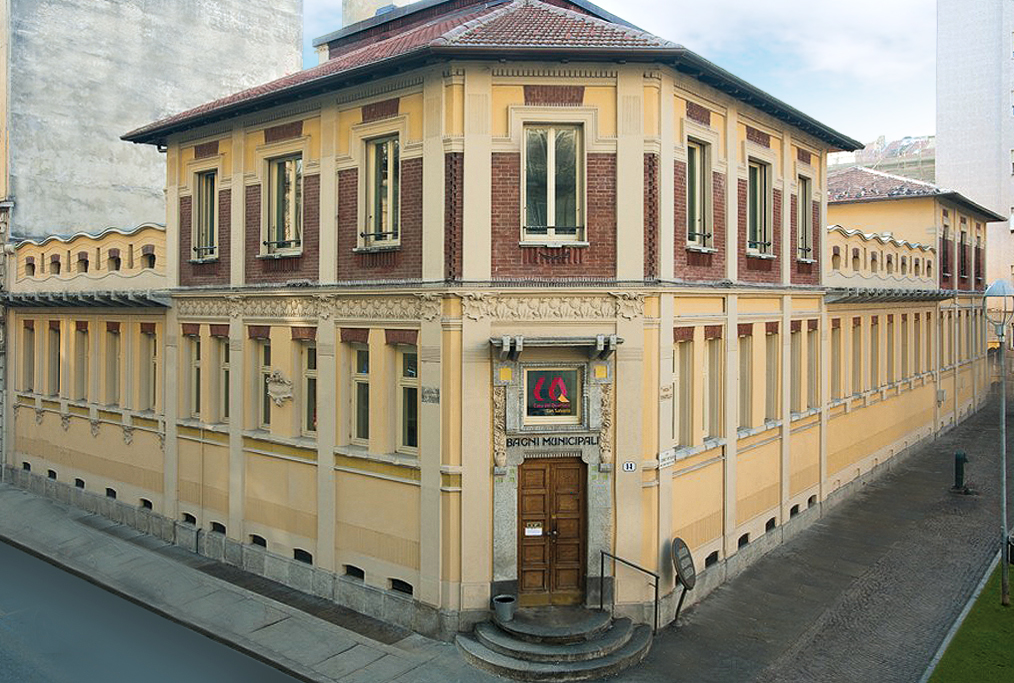
Los antiguos baños municipales de la Via O. Morgari.

La época del modernismo turinés se caracterizó también por una abundante construcción de edificios públicos, entre ellos escuelas, oficinas y baños públicos. En este sector de la administración local emergieron ilustres exponentes, entre los que destaca primero el ingeniero Daniele Donghi, previamente profesor de arquitectura técnica en Milán y Padua, que durante unos quince años dirigió la oficina técnica de obras públicas, cargo que dejó a la vez que el cargo análogo en el Ayuntamiento de Padua, convirtiéndose finalmente en director de la filial milanesa de la Impresa Porcheddu de Turín.
A Donghi sustituyó el ingeniero Camillo Dolza, que firmó los proyectos más importantes de arquitectura pública turinesa de las primeras décadas del siglo XX, entre los que se cuentan el imponente edificio del instituto superior femenino magistrale «V. Monti» de Corso Galileo Ferraris 11 (1900), los primeros baños municipales de la Via G. Saccarelli (1901), los de la Via O. Morgari (1905), los de borgo Vanchiglia (1910), el Palazzo Poste e Telegrafi de la Via Alfieri (1908) y la nueva escuela primaria «Santorre di Santarosa» de la Via Braccini (1920).

## El neogótico y los detractores del modernismo

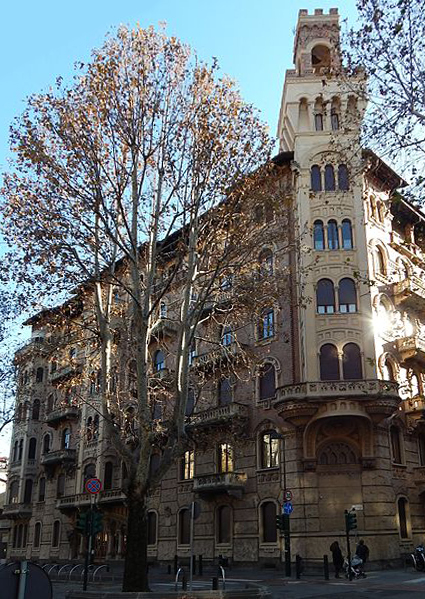
La Casa della Vittoria, en el Corso Francia.

Paralelamente al naturalismo a veces exasperado del modernismo, la corriente del neogótico continuó siendo el estilo predilecto de la aristocracia y de los clientes de gusto más conservador y tradicionalista; además, gracias a la fuerte connotación alegórica de inspiración medieval se convirtió en el estilo preferido para la realización de edificios religiosos, si se exluye el único caso italiano de iglesia liberty dedicada a Santa Elisabetta, en el interior del Villaggio Leumann.
Uno de los mayores detractores del liberty fue el poeta turinés Guido Gozzano que, por ironía del destino, vivió y murió en un edificio proyectado en este nuevo estilo por Pietro Fenoglio, la Casa Rama de la Via Cibrario 65. Expresó a menudo palabras de desprecio hacia el liberty, hasta definirlo «rubéola del buen gusto», y compararlo con un pasajero enamoramiento de modelos europeos que, según su pensamiento, no tenían ninguna relación con la tradición arquitectónica italiana; por el contrario, en el neogótico advertía una sana «vuelta al orden» a salvo de las vanguardias estilísticas demasiado audaces.
Compartieron la misma idea los mayores exponentes de la nobleza y de las finanzas que, aún sin recurrir al neogótico, para sus edificios de representación prefirieron un estilo neoclásico más sobrio, tradicional y conservador, como sucede por ejemplo en el edificio ecléctico de Assicurazioni Generali Venezia en la Piazza Solferino, proyectado por Pietro Fenoglio, que sin embargo aquí se plegó ante las indiscutibles exigencias del cliente.

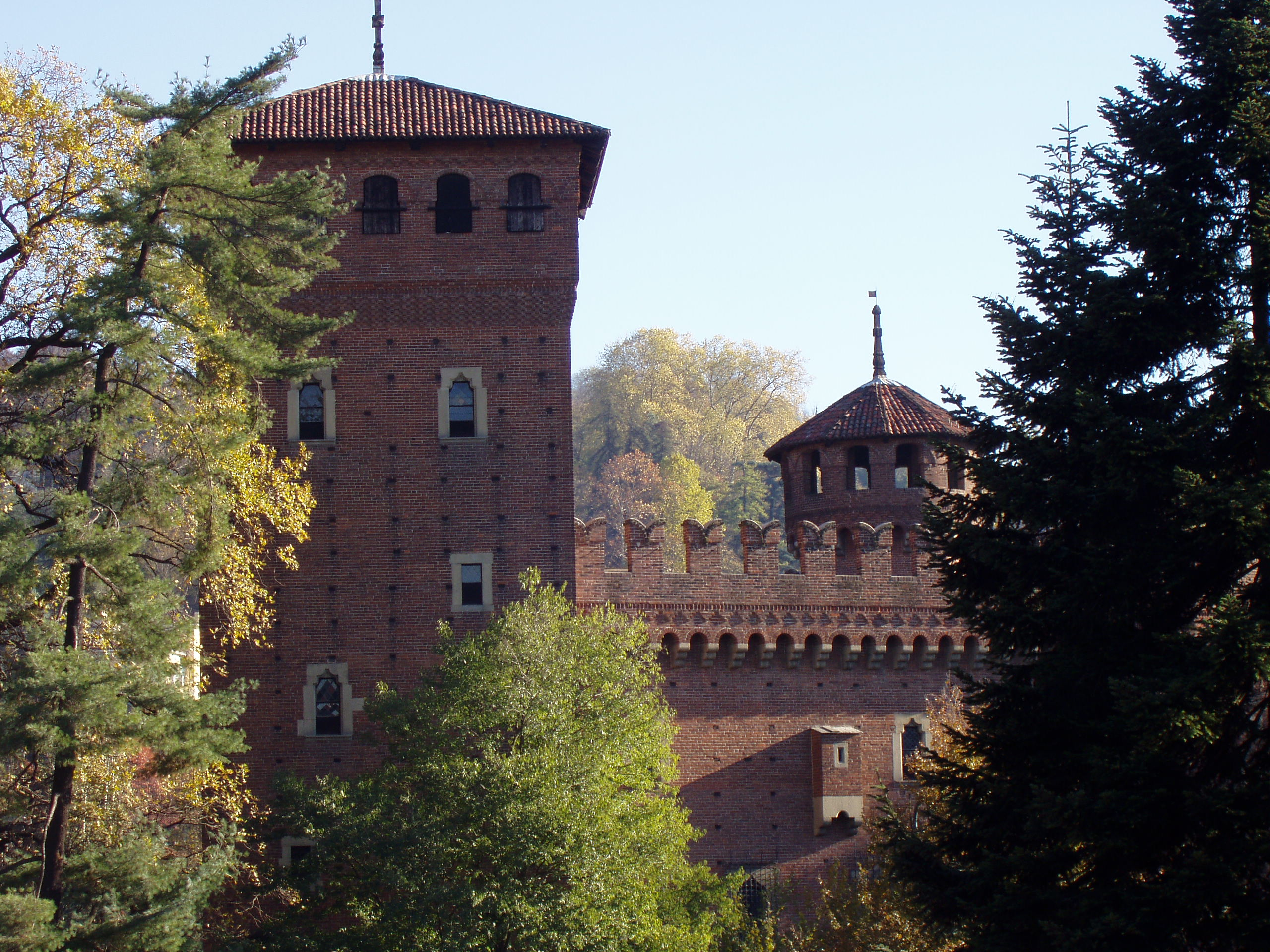
Una vista del Borgo Medievale del Valentino.

Además del conocido Borgo Medievale del Parco del Valentino, joya fruto de un cuidadoso estudio de los restos medievales locales coordinado por el arquitecto portugués Alfredo d'Andrade, en el elegante barrio residencial Cit Turin se pueden apreciar excelentes ejemplos de arquitectura civil en las obras encargadas por Carrera: la Casa della Vittoria (1918-1920) de Gottardo Gussoni, junto con la residencia del propio Carrera en la Via Giacinto Collegno 44, son los ejemplos de mayor relevancia. También en el mismo barrio es digna de mención la obra del arquitecto Giuseppe Gallo, a quien se debe el proyecto de la iglesia dedicada a Jesús Nazareno situada en la Piazza Martini. Se pueden apreciar otros ejemplos de edificios civiles de estilo neogótico en el vecino barrio de San Donato, como el grupo de casas de los números 3 y 5 de la Via Piffetti, famosas por los elementos de hierro forjado, las características esfinges y las decoraciones con forma de cola de pavo real.
También pueden encontrarse otras manzanas que ejemplifican el neogótico de Giuseppe Gallo en la zona de San Salvario y en el barrio de Crocetta, donde destaca la Casa Lattes (1911), imponente ejemplo situado en el cruce de la Via Sacchi y el Corso Sommelier. En el barrio de Parella, por su parte, entonces periferia extrema rodeada por el campo, se construyó el Palazzotto Arduino, un rico ejemplo de neogótico realizado por los arquitectos Coppedé y Mesturino en 1926, cuando ya la vanguardia arquitectónica estaba experimentando en la ciudad los primeros ejemplos de racionalismo como, por ejemplo, el Palazzo Gualino.

## El final delliberty, la llegada delart décoy elneoliberty

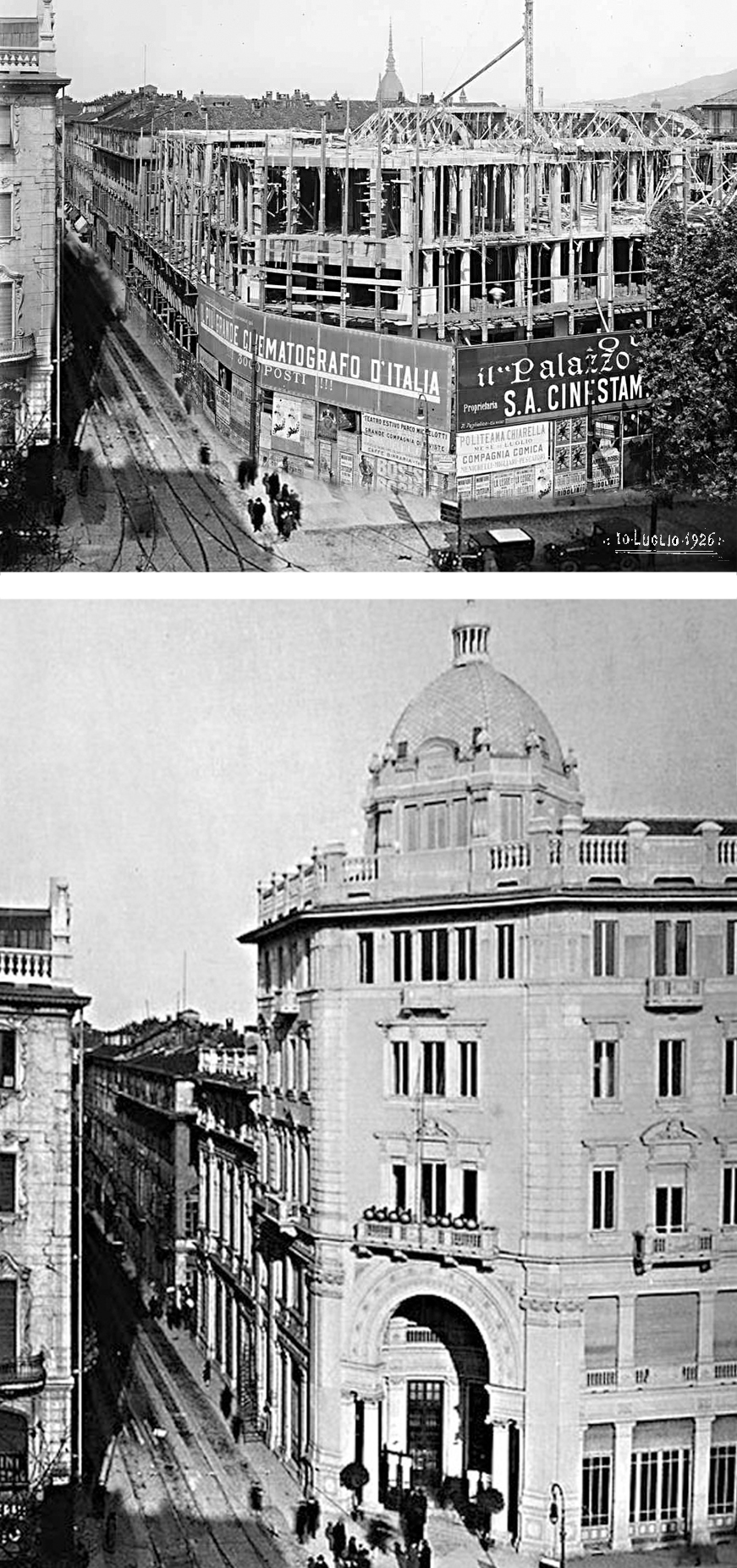
Construcción del edificio que albergó el Palazzo del Cinema.

### Elart déco
Mientras los horrores de la Primera Guerra Mundial decretaron, no solo simbólicamente, el fin de la despreocupada época del modernismo, en el curso de la segunda década del siglo XX el tema de la «función» prevaleció sobre la «forma» y el art déco fue una suerte de sinopsis estilística que vio transformar la audacia sinuosa del modernismo en elementos más rigurosos que adelantaron los rasgos principales del racionalismo italiano; Turín alberga también algunos dignos ejemplos de esta nueva corriente.
Además de algunas villas en la zona de colinas, una de las primeras expresiones de arquitectura art déco apareció en la Via Cibrario 62, donde se construyó la Casa Enrieu del arquitecto Bertola: su aparato decorativo, ya carente de decoraciones florales, se caracteriza por cornisas y motivos ondulantes alternados a superficies planas; lo mismo vale para el edificio situado a su lado, en la esquina con la Via Bossi.
Otro ejemplo de art déco es el edificio que se construyó en la esquina del Corso Vittorio Emanuele II, realizado en 1926 según el proyecto del ingeniero Bonadè-Bottino para albergar el Palazzo del Cinema, a continuación Cinema Corso, en la época la sala cinematográfica más grande de Italia. A pesar de su destrucción en un incendio el 9 de marzo de 1980, se conservó su característica fachada achaflanada coronada por una cúpula y el edificio se destinó a un uso diferente, según el proyecto del arquitecto Pier Paolo Maggiora. En el número 1 de la Piazza Solferino se construyó otro edificio de formas sobrias y elegantes realizado en 1928, según el proyecto de Giuseppe Momo, como sede de la Società Anonima Edile Torinese.
Otro arquitecto turinés que se afirmó por sus obras art déco fue Vittorio Eugenio Ballatore di Rosana. Autor del Motovelodromo Fausto Coppi, de vaga inspiración modernista, y del grandioso Stadium, se distinguió por el diseño de las Torri Rivella, la pareja de edificios situados en el cruce del Corso Regina Margherita y el Corso Regio Parco, el imponente edificio del Istituto Elettrotecnico Galileo Ferraris, en el número 42 del Corso Massimo d'Azeglio, y un grupo de edificios junto a la Piazza Bernini.

Arquitectura art déco en Turín.
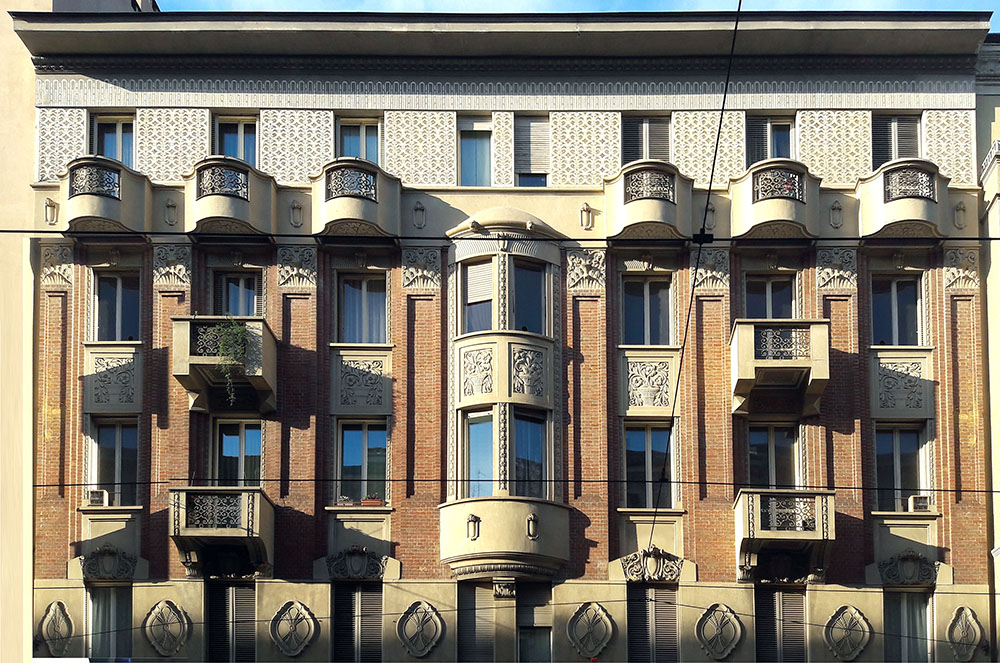
Casa Enrieu, uno de los primeros ejemplos de art déco, en la Via Cibrario (1914).
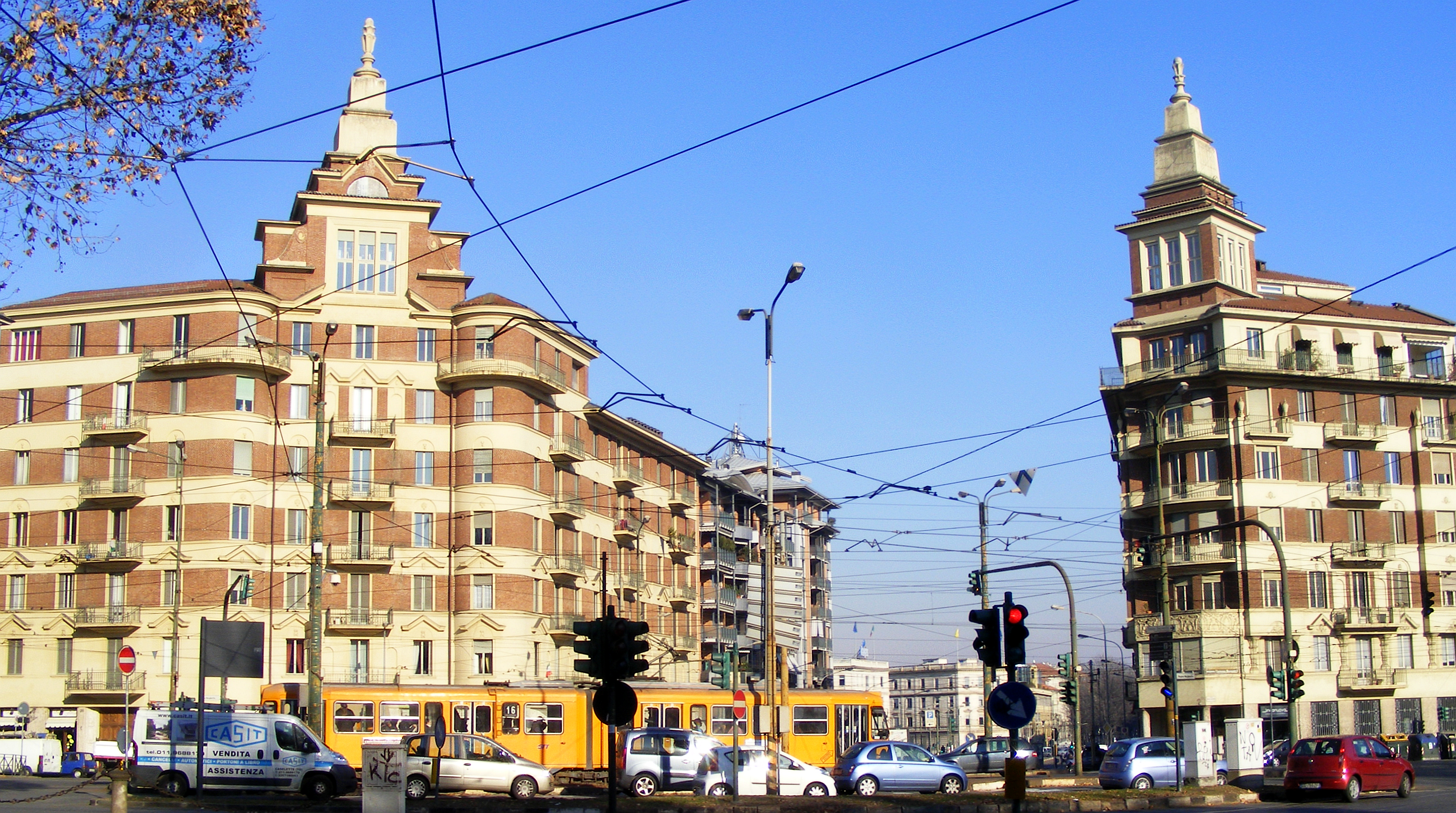
Las Torri Rivella (1929).
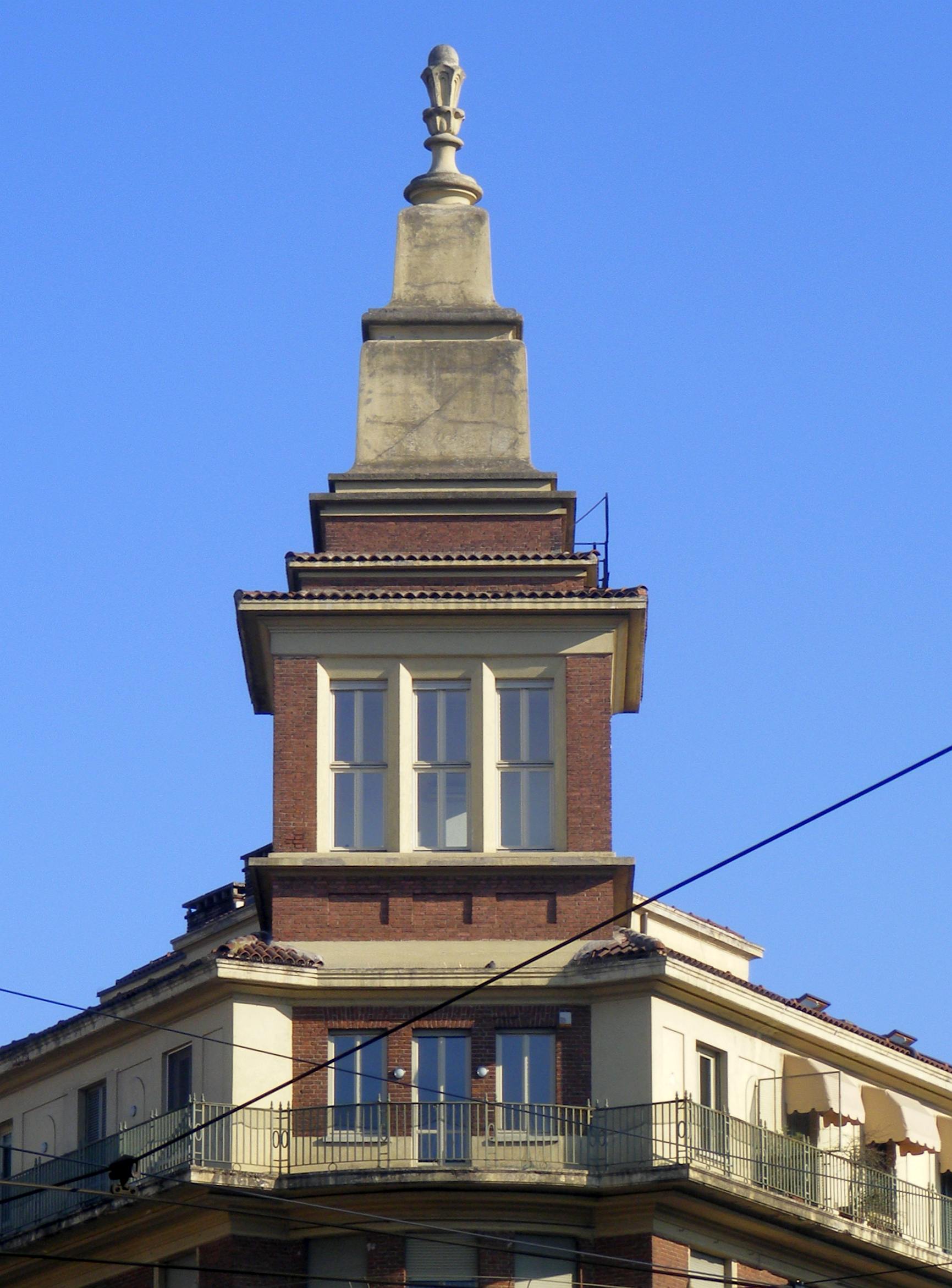
Detalle del remate.
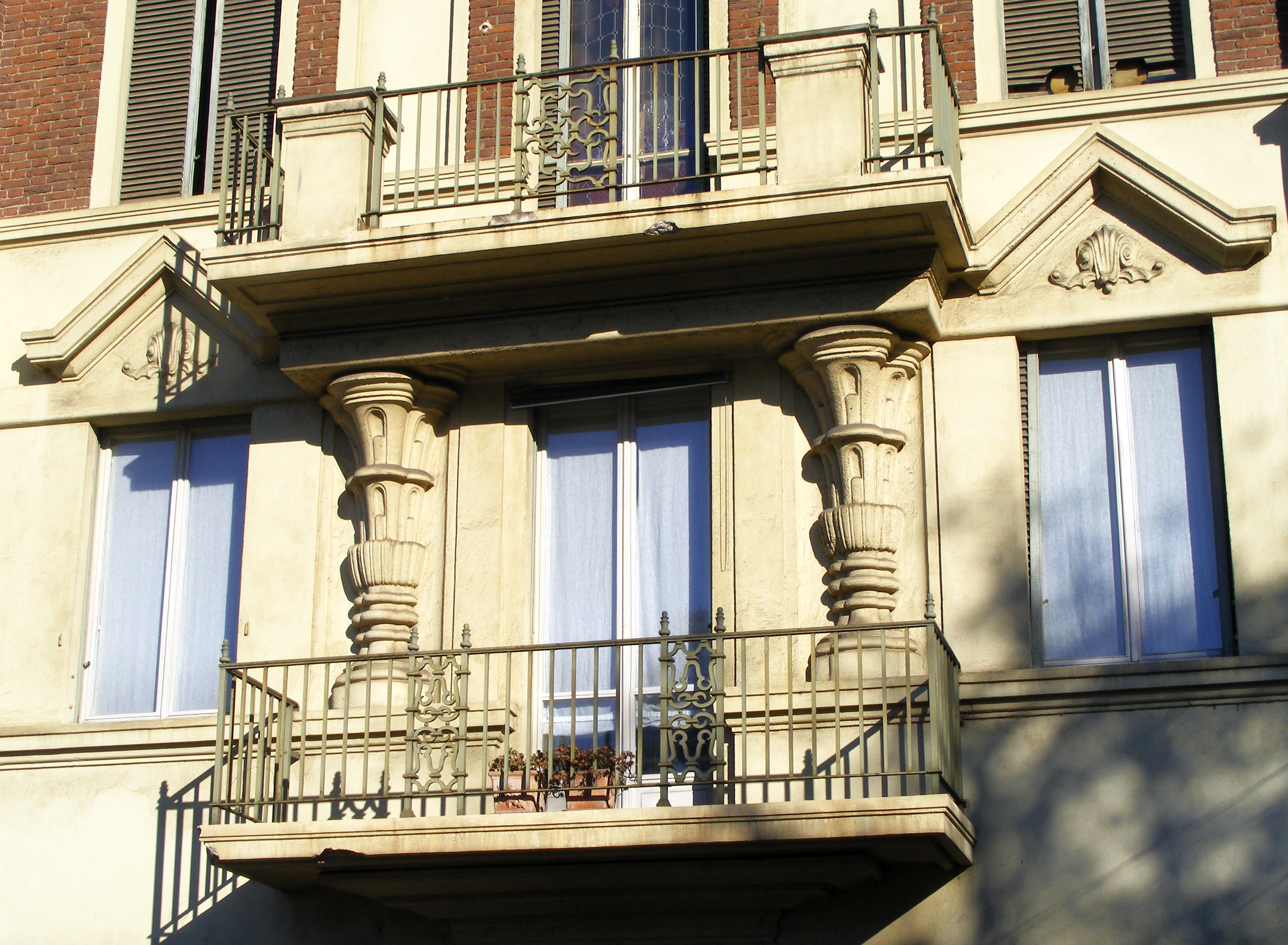
Detalle de la fachada.

### Elneolibertyy la revalorización póstuma del modernismo turinés

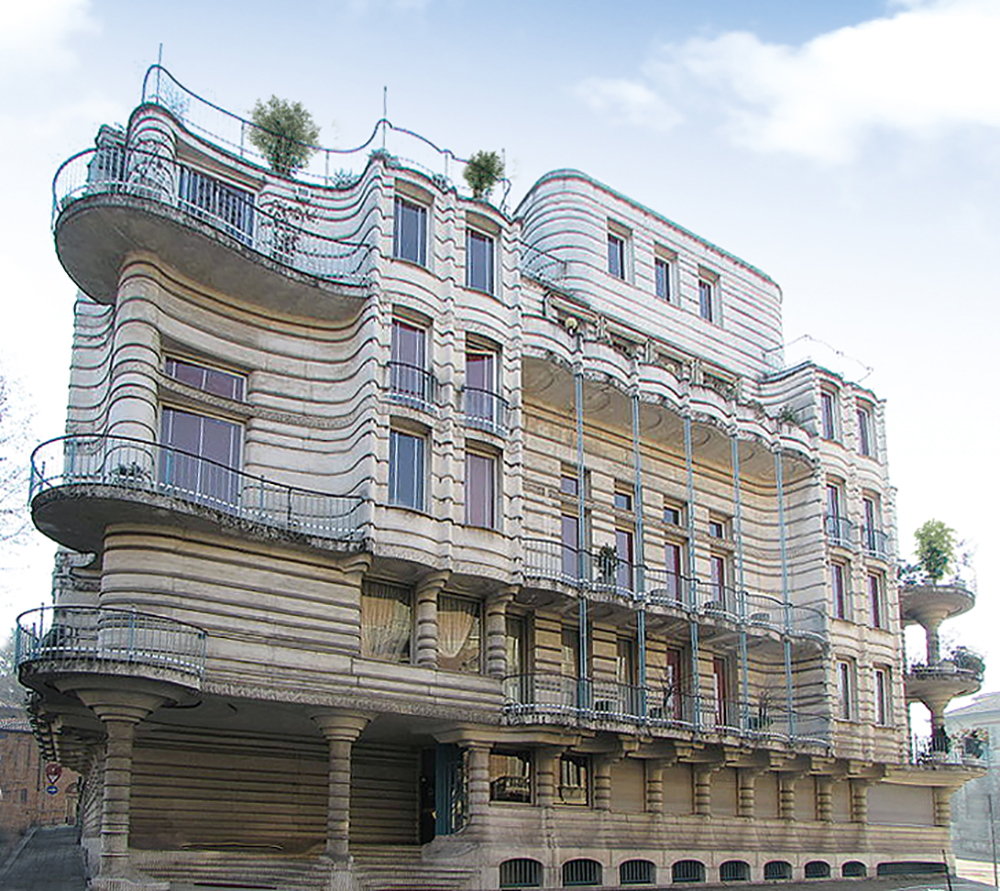
La Casa dell'Obelisco (1954), en la Piazza Crimea 2.

En los años cincuenta del siglo XX el liberty experimentó una suerte de reinterpretación por parte de algunos exponentes de la arquitectura turinesa de la época, entre ellos Roberto Gabetti, Aimaro Isola, Sergio Jaretti y Elio Luzi, junto con el estudio milanés BBPR, que, por su reinterpretación de los elementos florales y estructurales, indujeron al crítico Paolo Portoghesi a definir este fenómeno como neoliberty. De Jaretti y Luzi es emblemática la llamada Casa dell'Obelisco, donde emplean con refinada ironía cultas referencias estilísticas que conducen a una revisión de los materiales de construcción, reproponiendo el uso del litocemento para los elementos decorativos que caracterizan las sinuosas fachadas del edificio, divididas por relieves horizontales superpuestos que recuerdan a las morfologías modernistas de Gaudí.
También en la zona de colinas de Borgo Po, a principios de los años dos mil, apareció un excéntrico edificio proyectado por el arquitecto Alessandro Celli, la Villa Grivet Brancot, un auténtico «falso histórico». Se trata de una residencia unifamiliar caracterizada por un rico aparato decorativo constituido por litocemento, cornisas, decoraciones y elementos de hierro forjado que parecen pertenecer al repertorio de Fenoglio pero que en realidad son el fruto de una atenta investigación contemporánea de técnicas y materiales filológicamente coherentes con la época liberty para su perpetuo homenaje.